# Nieul-le-Virouil
Pour les articles homonymes, voir Nieul (homonymie).
Nieul-le-Virouil est une commune du Sud-Ouest de la France située dans le département de la Charente-Maritime, en région Nouvelle-Aquitaine.
Le site, habité dès la préhistoire, fut au début de notre ère un lieu de communication et d'échange par sa proximité des voies romaines qui reliaient Saintes, Bordeaux et Périgueux. Au Moyen Âge, ce fut encore un lieu de passage pour les pèlerins cheminant vers Compostelle. Le village était sous le contrôle des seigneurs de Pons, qui jouèrent notamment un rôle clef dans la guerre de Cent Ans du fait de leur situation à la frontière des deux zones d'influence, celle du roi de France et celle du roi d'Angleterre, duc d'Aquitaine. À la Renaissance, la Saintonge fut une terre d'élection pour la Réforme protestante, mais aussi un terrain où les guerres de Religion ont fait rage.
À la même époque, cette province a été aux avant-postes de l'implantation des colonies françaises d'Amérique du Nord, et les habitants de Nieul ont pleinement participé à ces mouvements. Sous la Révolution Française, le village a connu une métamorphose profonde et le premier afflux de Vendéens chassés de leur province à feu et à sang. D'autres viendront à la fin du XIXe siècle lors de la dévastation d'une grande partie du vignoble par le phylloxéra qui a induit le passage d'une économie viticole vers une économie agricole de labours et pâturages et vers un exode rural massif.
Touchée, comme toutes les communes françaises, par la Première Guerre mondiale, Nieul sera aux premières loges de la deuxième du fait de sa situation à l'arrière-pays du mur de l'Atlantique.

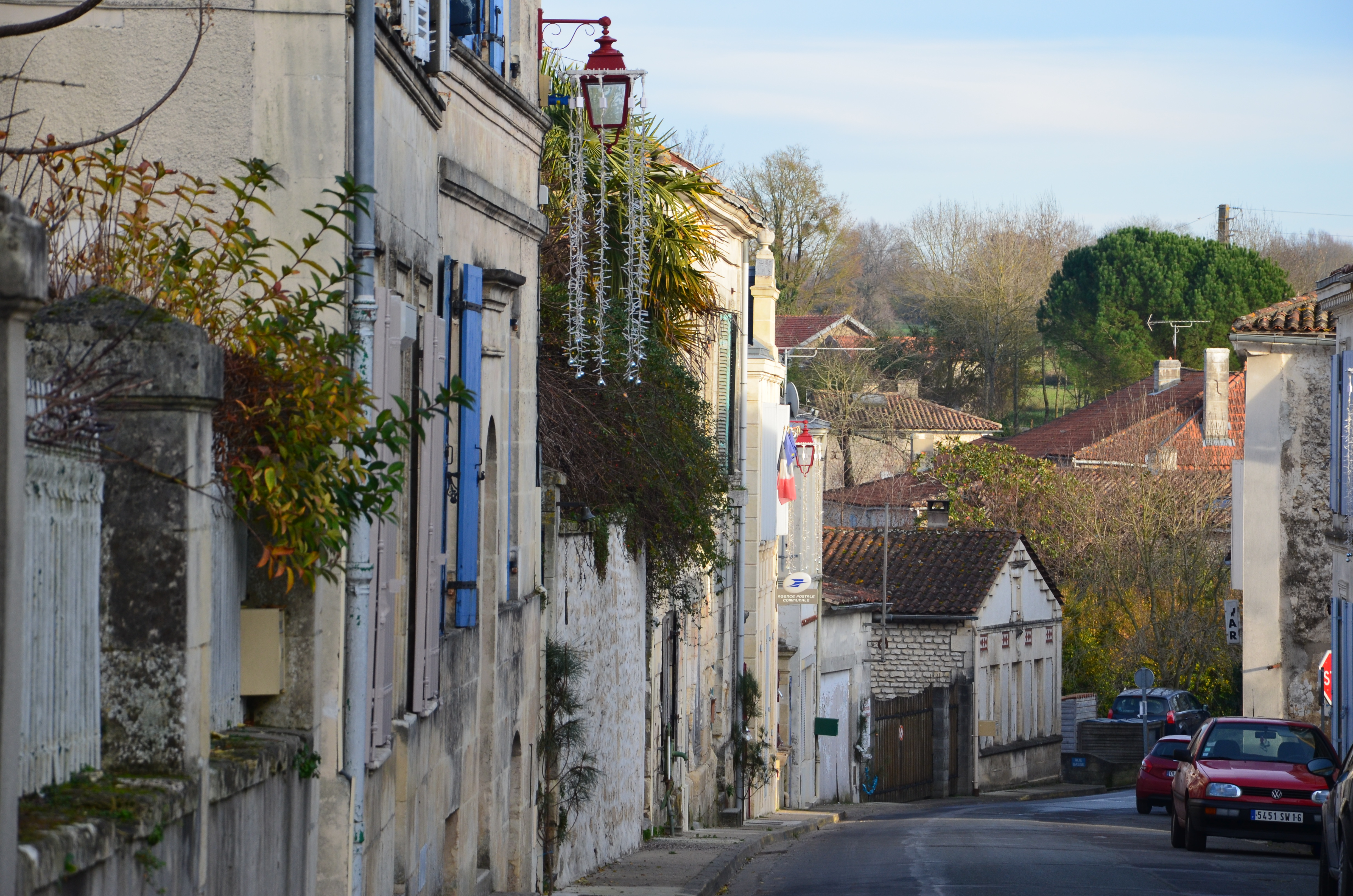
Nieul-le-Virouil : avenue du Tarnac.

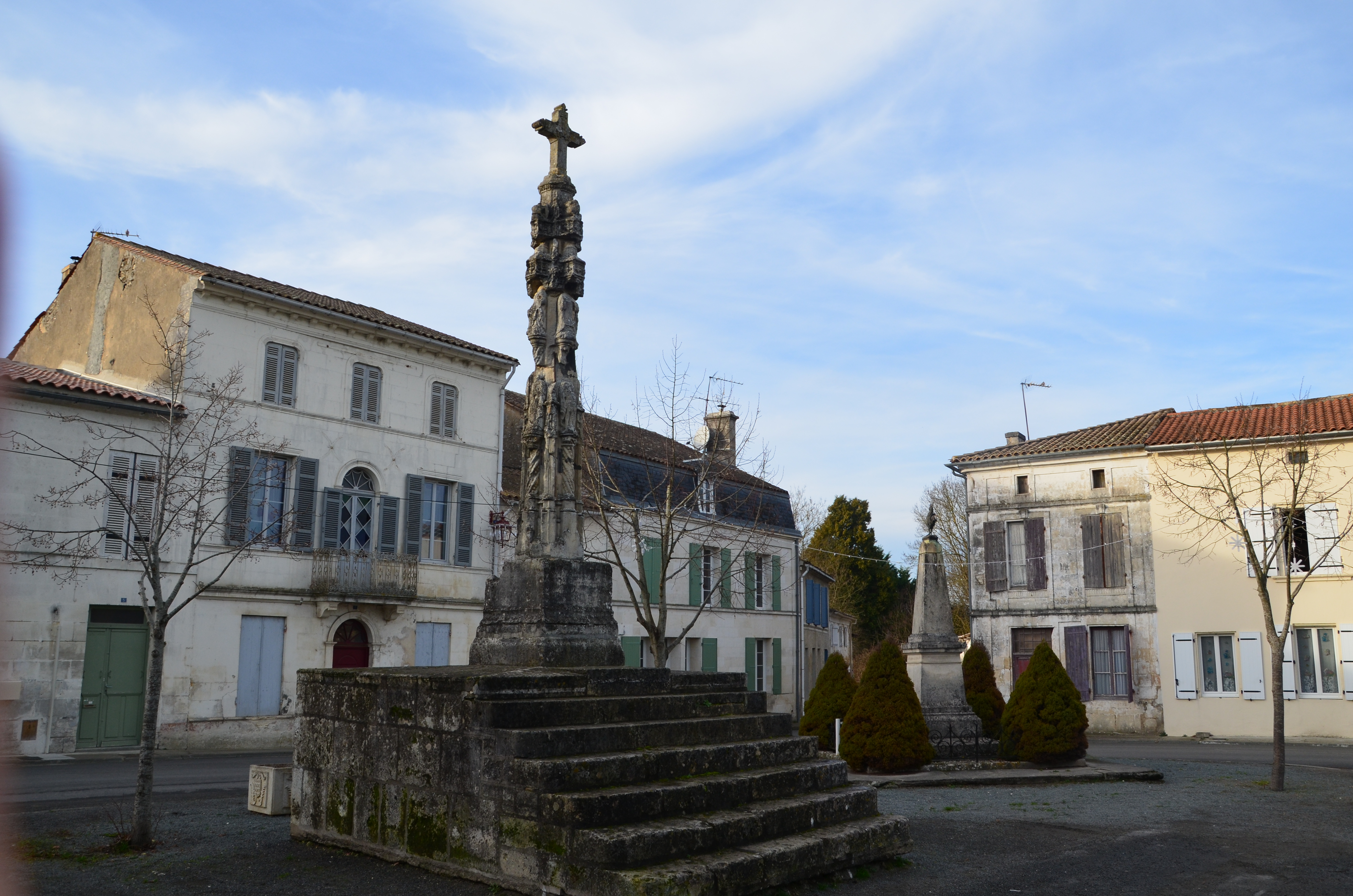
Nieul-le-Virouil : place de l'Église.

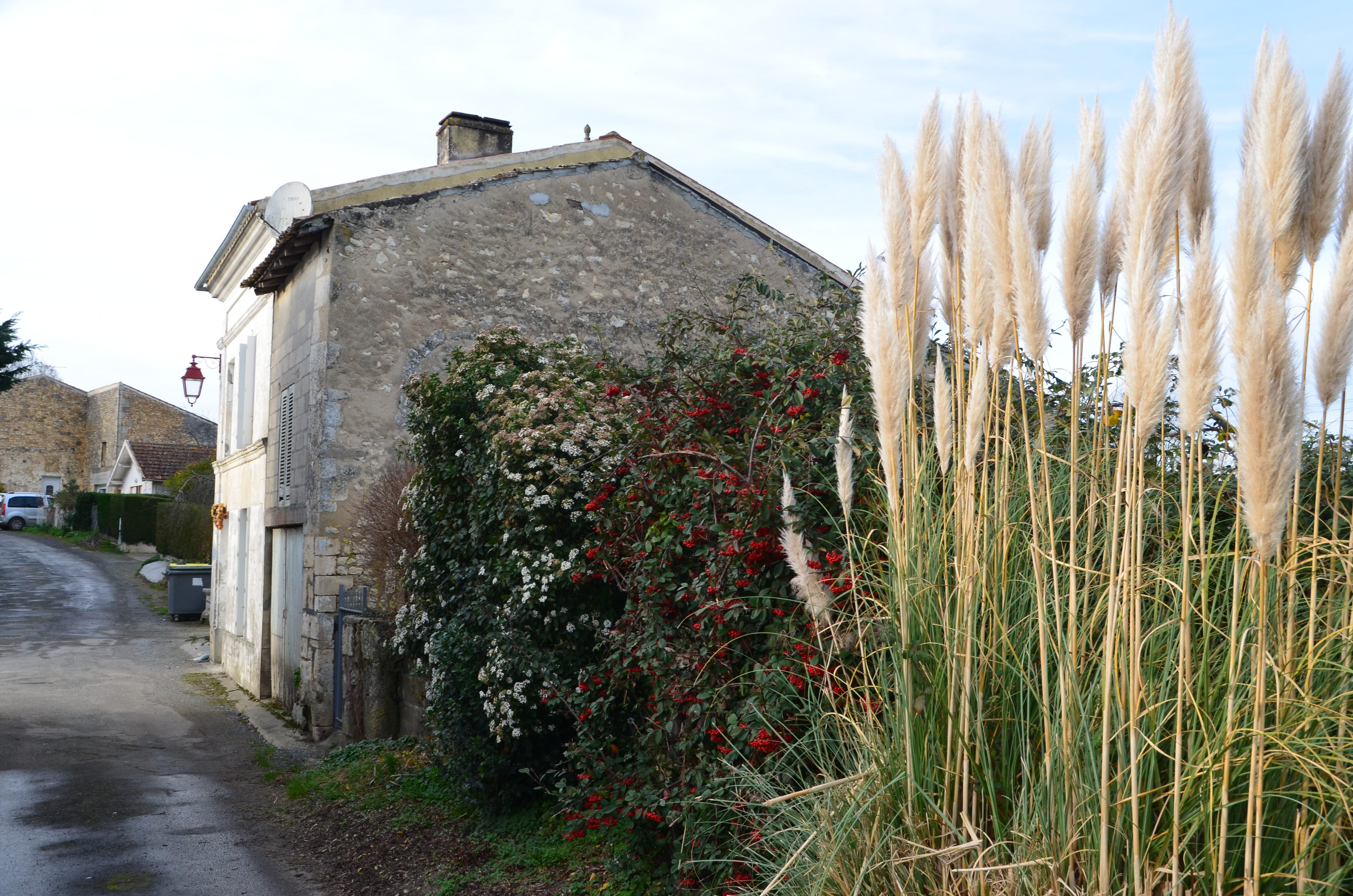
Rue de la République, Nieul-le-Virouil.

Aujourd'hui, le village amorce une renaissance, avec le développement du tourisme en Charente-Maritime.

## Géographie

### Localisation

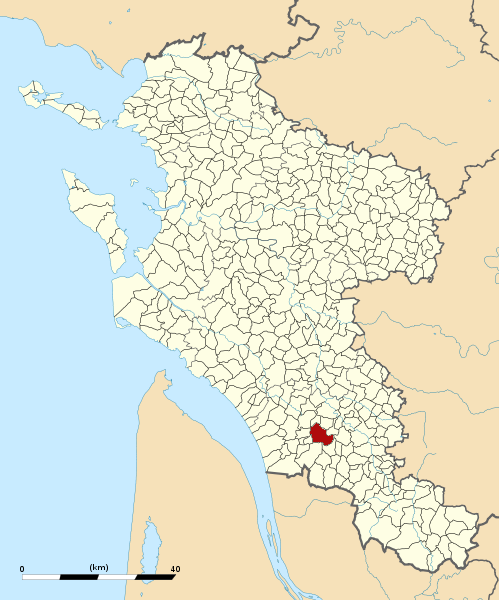
Localisation de Nieul-le-Virouil.

Nieul-le-Virouil est une commune de Haute Saintonge dans le département de la Charente-Maritime en région Nouvelle-Aquitaine. Elle se situe dans le midi atlantique, dans le Grand Sud-Ouest français.
| - OpenStreetMap Limite communale |

Le territoire de la commune est limitrophe de ceux de huit autres communes :
| Saint-Sigismond-de-Clermont | Guitinières      | Saint-Hilaire-du-Bois |
| Consac                      | Nieul-le-Virouil | Saint-Simon-de-Bordes |
| Saint-Dizant-du-Bois        | Mirambeau        | Allas-Bocage          |

### Relief

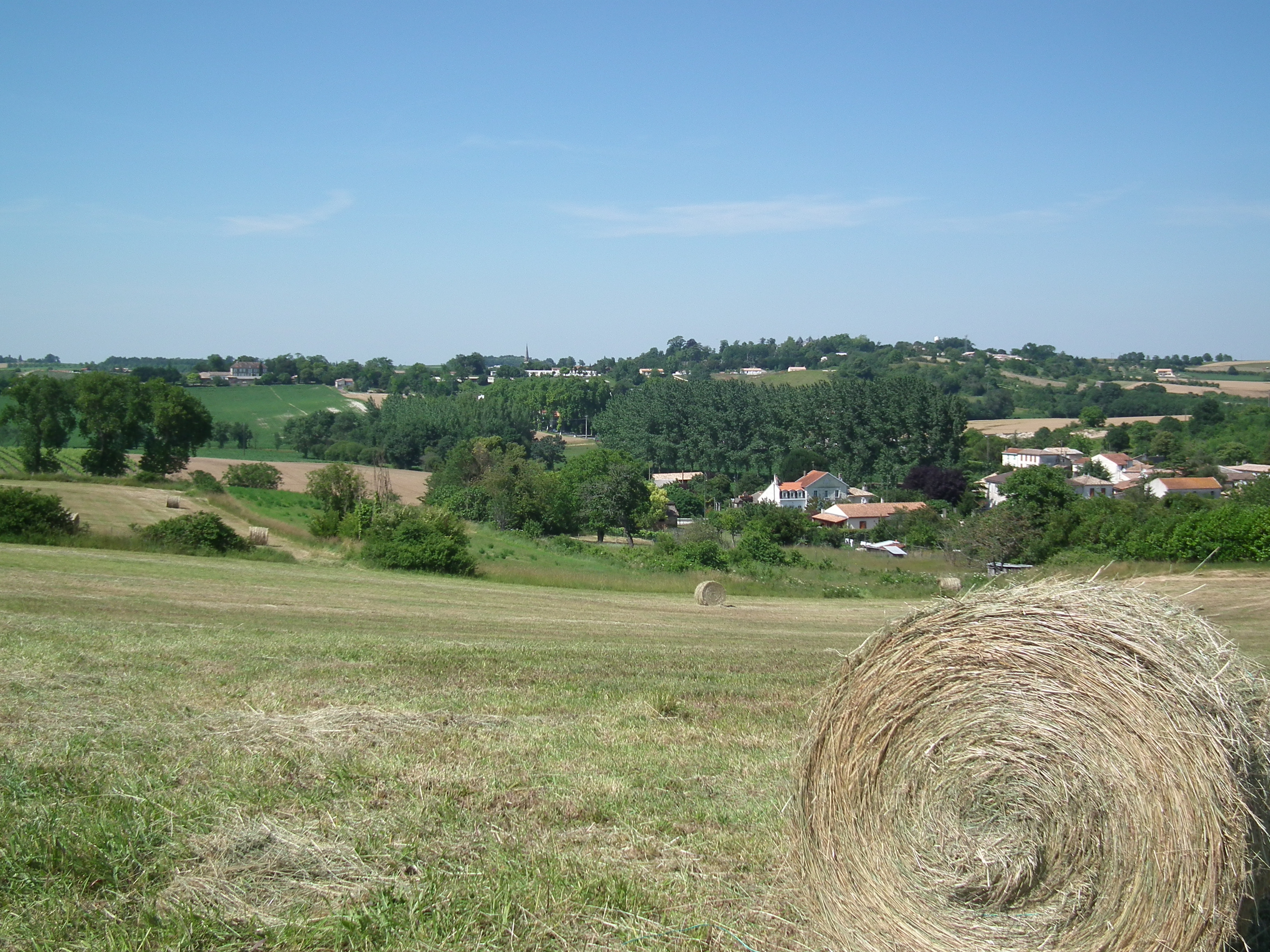
Les collines de Mirambeau.

Les paysages de la commune sont composés de terres cultivées, de terres boisées et de vallées,. La commune est située au nord-est des champagnes calcaires de Mirambeau, qui sont les contreforts des collines de la Double Saintongeaise. La nature des sols est pour 78 % constituée de terres de doucins et de landes de la bordure aquitaine, et pour 22 % de champagnes ou aubues. Le relief, légèrement vallonné, est caractérisé par une altitude qui varie de 28 à 80 m, avec une moyenne de 40 m, selon un gradient d'ouest en est. Le nord et l'est de la commune sont dans le périmètre de la forêt de la Lande.

### Hydrographie

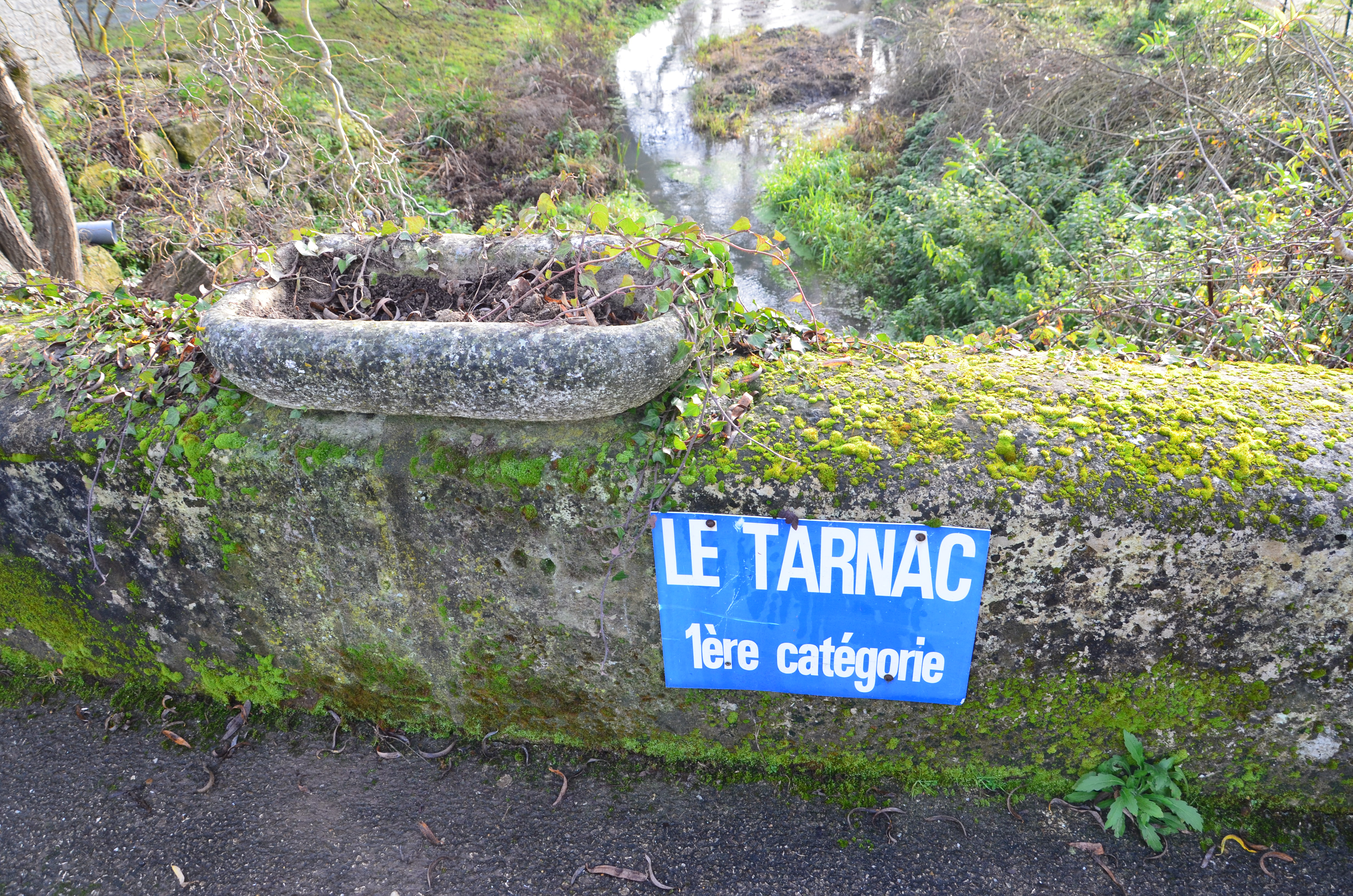
Le Tarnac à Nieul-le-Virouil.

Le bourg de Nieul-le-Virouil est traversé à l'est, selon un axe sud-nord par le Tarnac (ou Font-Maigret ou ruisseau de Fanioux), long de 10,7 km, qui prend sa source à Soubran et se jette dans la Maine (ou la Rochette), elle-même affluent gauche de la Seugne moyenne. Deux ponts permettent de traverser la rivière dans le bourg, avenue du Tarnac et rue de la République.
Les limites de la commune sont en grande partie dessinées par les cours d'eau :   
- au nord-est : le confluent du Tarnac et de la Maine marque la limite avec les communes de Saint-Hilaire-du-Bois et Guitinières ;
- au sud, au lieu-dit de Bois-Robin, le confluent du Font-Bouillon et du Tarnac marque la limite avec Mirambeau et Allas-Bocage ;
- au nord-ouest, le Tort, autre affluent de la Maine, marque la limite avec Saint-Sigismond-de-Clermont et Consac.

La commune est rattachée à la circonscription du bassin Adour-Garonne,, suivant les lignes de partage des eaux.
La rive droite de l'estuaire de la Gironde se situe 13 km plus à l'ouest à vol d'oiseau (commune de Saint-Thomas-de-Conac). Le port fluvial le plus proche est celui de Vitrezay (18 km).

### Occupation des sols

Carte des crus du vignoble de Cognac

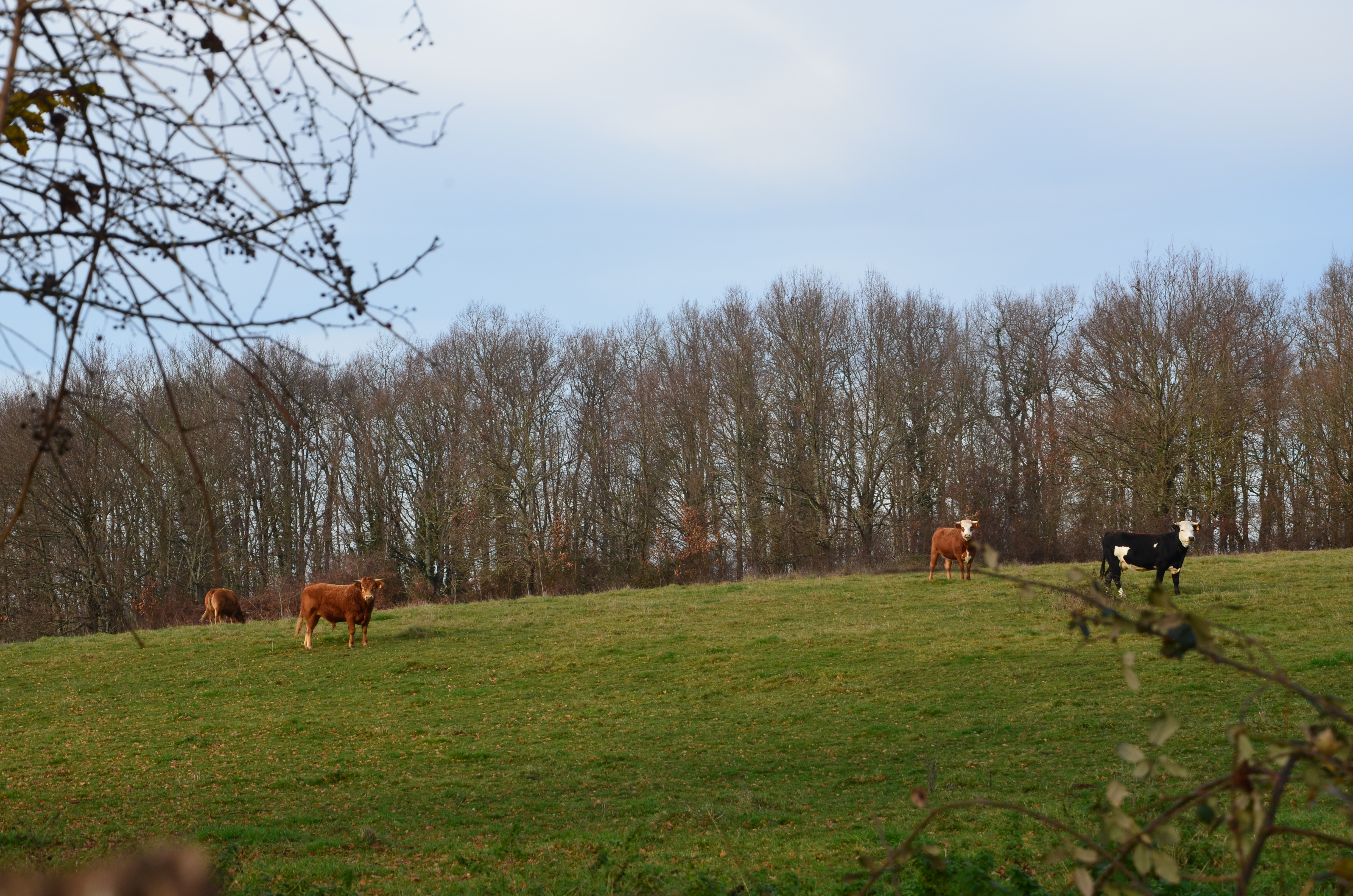
Prairie, Nieul-le-Virouil

Avec une superficie de 22,64 km2, Nieul-le-virouil est la commune la plus étendue du canton de Jonzac. Les terres agricoles occupent 77 % du sol . Les forêts et les milieux semi-naturels en représentent 23 %,. Les terres viticoles sont situées dans le territoire des vignobles de Cognac. Cependant, après l'épidémie de phylloxéra de 1872, puis la classification en 1938 en zone de «Bons Bois», des crus de Cognac, plusieurs épisodes successifs d'arrachage des vignes ont abouti à leur remplacement progressif par des parcelles de polyculture et des prairies.

### Climat
La zone est soumise à un climat océanique aquitain avec des hivers doux, des étés tempérés et des précipitations élevées en automne et en hiver. La tempête Martin, le 27 décembre 1999, a causé d'importants dégâts dans la commune (toitures, cheminées, arbres arrachés).

En dehors des événements extrêmes que constituent les tornades, la vitesse moyenne des vents a été jugée favorable à l'implantation d'une ferme éolienne de six machines sur les communes de Nieul-le-Virouil et Allas-Bocage. Ce projet s'est inscrit dans le Schéma Régional Climat Air Énergie (SRCAE) de la région Poitou-Charentes, arrêté le 29 septembre 2012, dans le cadre du Grenelle de l'Environnement, avant d'être annulé par la cour administrative d’appel de Bordeaux le 4 avril 2017 L'annulation a été entérinée par le Conseil d’État  le 6 février 2018 au motif que l’adoption du schéma n'avait été précédée d’aucune évaluation environnementale.

### Hameaux et lieux-dits d'habitation
Outre le bourg, le territoire de la commune compte plusieurs hameaux et lieux-dits : la Bergerie, le Virouil, Chez Coudoin, Chez Gentet, Chez Guédon, Chez Massias, les Salles, les Grandes Romades, les petites Romades, les tonnelles, le Château, la Pradelle, Bois-Robin, les Hilairets, les Seguins.

### Voies de communication et transports
La commune est traversée d'est en ouest par la route départementale (RD 699) qui contourne le bourg par le sud et mène notamment jusqu'à Jonzac.
De 1896 à 1938, Nieul-le-Virouil fut desservie, au nord, par la ligne de tramway Saintes-Saint-Fort-sur-Gironde-Jonzac de la compagnie des Chemins de Fer Économiques des Charentes (CFEC),,. Les rails ont été déposés par les troupes allemandes pendant la Seconde Guerre mondiale pour être utilisés comme matériaux de construction du mur de l'Atlantique.

#### À l'ouest
La route nationale 137 (RN 137) reliant Saint-Malo à Bordeaux longe la limite ouest de la commune, à 3 km du bourg. Elle est accessible soit en suivant la RD 699 jusqu'au lieu-dit du Pérou, sur le territoire de la commune de Saint-Dizant-du-Bois, soit par le lieu-dit de la Bergerie, sur la commune de Nieul-le-Virouil. La sortie « Mirambeau » (no 37) de l'autoroute A10 qui relie Paris à Bordeaux est à 6 km.

#### À l'est
La gare de Jonzac est à 9 km : elle est située sur la voie ferrée Nantes-Bordeaux où circulent les Intercités Nantes-Bordeaux-Toulouse. Une navette d'autocars Pons -Jonzac- Meux -Barbezieux-Angoulême assure la liaison avec la ligne de TGV Paris-Bordeaux.
L'aérodrome de Jonzac-Neulles est à 13 km.

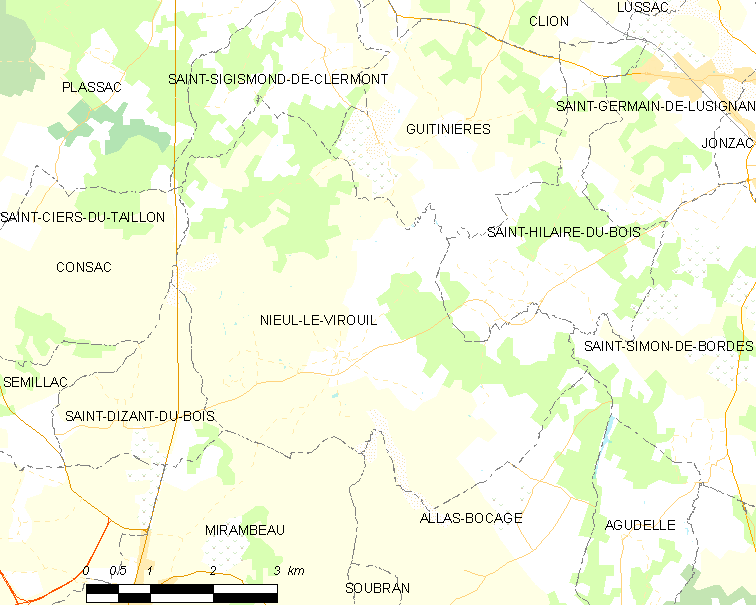
La commune de Nieul-le-Virouil. Insee code 17263.

#### Distances
| Villes      | Distance (km) |
| ----------- | ------------- |
| Cognac      | 43            |
| Royan       | 55            |
| Saintes     | 56            |
| Angoulême   | 68            |
| Bordeaux    | 78            |
| Rochefort   | 94            |
| La Rochelle | 121           |
| Périgueux   | 152           |
| Limoges     | 170           |
| Poitiers    | 189           |
| Bayonne     | 264           |
| Nantes      | 285           |
| Tours       | 287           |
| Toulouse    | 317           |
| Paris       | 522           |

## Urbanisme

### Typologie
Au 1er janvier 2024, Nieul-le-Virouil est catégorisée commune rurale à habitat dispersé, selon la nouvelle grille communale de densité à 7 niveaux définie par l'Insee en 2022.
Elle est située hors unité urbaine. Par ailleurs la commune fait partie de l'aire d'attraction de Jonzac, dont elle est une commune de la couronne,. Cette aire, qui regroupe 35 communes, est catégorisée dans les aires de moins de 50 000 habitants,.

### Occupation des sols
L'occupation des sols de la commune, telle qu'elle ressort de la base de données européenne d’occupation biophysique des sols Corine Land Cover (CLC), est marquée par l'importance des territoires agricoles (77,1 % en 2018), une proportion identique à celle de 1990 (77,1 %). La répartition détaillée en 2018 est la suivante : 
terres arables (48,4 %), zones agricoles hétérogènes (23,8 %), forêts (22,9 %), prairies (4,9 %). L'évolution de l’occupation des sols de la commune et de ses infrastructures peut être observée sur les différentes représentations cartographiques du territoire : la carte de Cassini (XVIIIe siècle), la carte d'état-major (1820-1866) et les cartes ou photos aériennes de l'IGN pour la période actuelle (1950 à aujourd'hui).

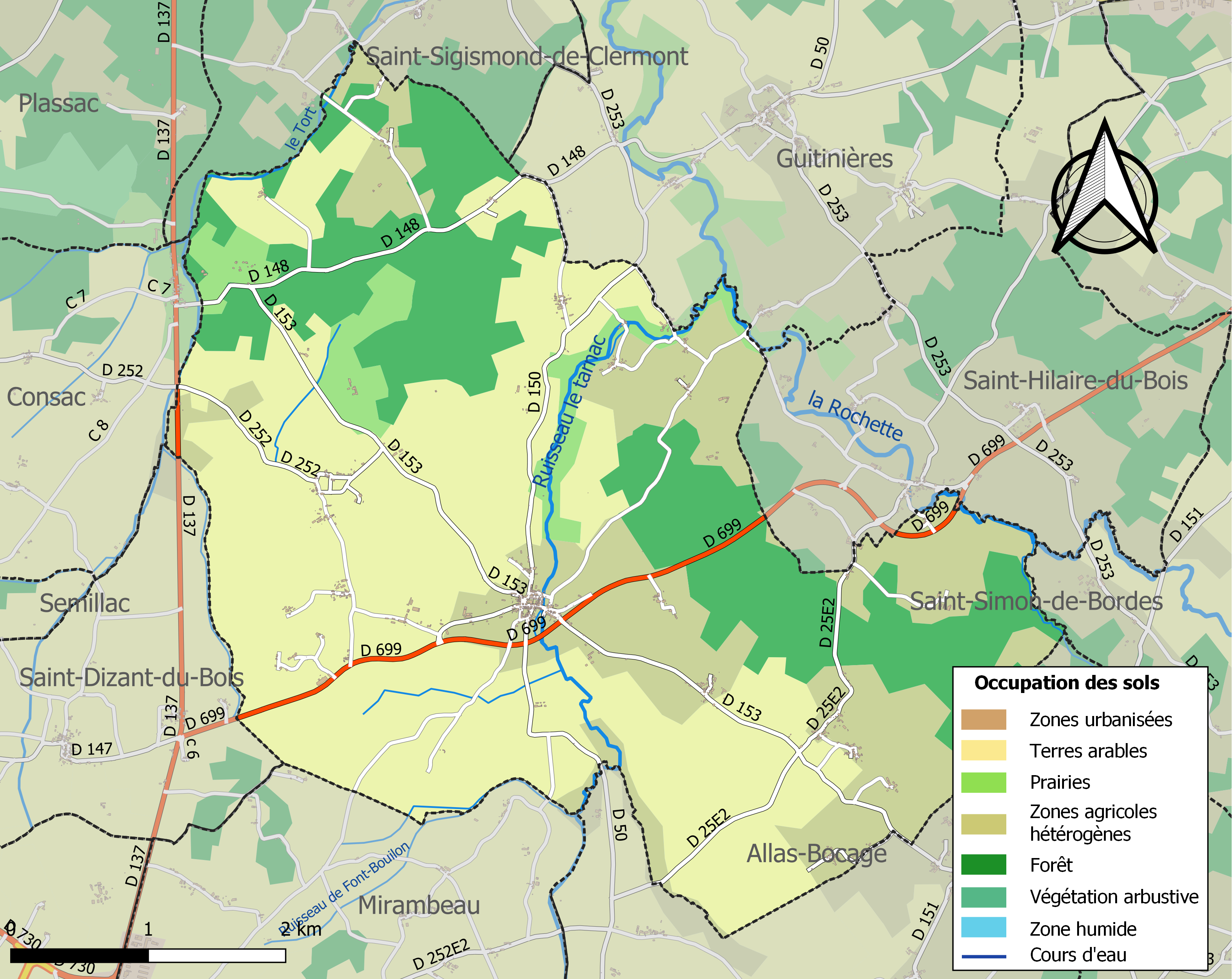
Carte des infrastructures et de l'occupation des sols de la commune en 2018 (CLC).

### Risques majeurs
Le territoire de la commune de Nieul-le-Virouil est vulnérable à différents aléas naturels : météorologiques (tempête, orage, neige, grand froid, canicule ou sécheresse), inondations, mouvements de terrains et séisme (sismicité faible). Il est également exposé à deux risques technologiques, le transport de matières dangereuses et le risque nucléaire. Un site publié par le BRGM permet d'évaluer simplement et rapidement les risques d'un bien localisé soit par son adresse soit par le numéro de sa parcelle.

#### Risques naturels
Certaines parties du territoire communal sont susceptibles d’être affectées par le risque d’inondation par débordement de cours d'eau, notamment la Rochette et le ruisseau Tarnac. La commune a été reconnue en état de catastrophe naturelle au titre des dommages causés par les inondations et coulées de boue survenues en 1982, 1993, 1999 et 2010,.

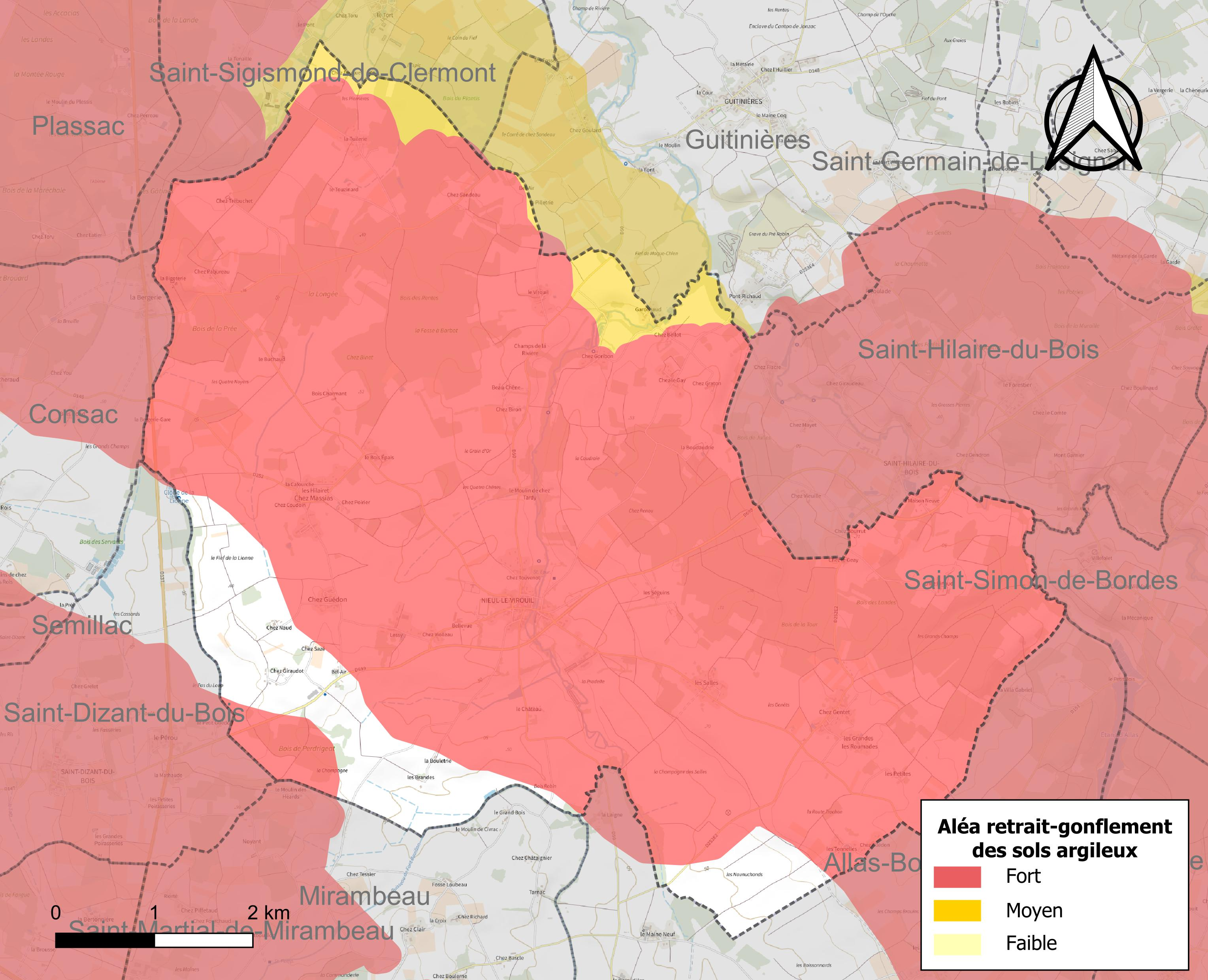
Carte des zones d'aléa retrait-gonflement des sols argileux de Nieul-le-Virouil.

Les mouvements de terrains susceptibles de se produire sur la commune sont des tassements différentiels.
Le retrait-gonflement des sols argileux est susceptible d'engendrer des dommages importants aux bâtiments en cas d’alternance de périodes de sécheresse et de pluie. 90,3 % de la superficie communale est en aléa moyen ou fort (54,2 % au niveau départemental et 48,5 % au niveau national). Sur les 351 bâtiments dénombrés sur la commune en 2019, 328 sont en aléa moyen ou fort, soit 93 %, à comparer aux 57 % au niveau départemental et 54 % au niveau national. Une cartographie de l'exposition du territoire national au retrait gonflement des sols argileux est disponible sur le site du BRGM,.
Par ailleurs, afin de mieux appréhender le risque d’affaissement de terrain, l'inventaire national des cavités souterraines permet de localiser celles situées sur la commune.
Concernant les mouvements de terrains, la commune a été reconnue en état de catastrophe naturelle au titre des dommages causés par la sécheresse en 2003 et par des mouvements de terrain en 1999 et 2010.

#### Risques technologiques
Le risque de transport de matières dangereuses sur la commune est lié à sa traversée par une ou des infrastructures routières ou ferroviaires importantes ou la présence d'une canalisation de transport d'hydrocarbures. Un accident se produisant sur de telles infrastructures est susceptible d’avoir des effets graves sur les biens, les personnes ou l'environnement, selon la nature du matériau transporté. Des dispositions d’urbanisme peuvent être préconisées en conséquence.
La commune étant située totalement dans le périmètre du plan particulier d'intervention (PPI) de 20 km autour de la centrale nucléaire du Blayais, elle est exposée au risque nucléaire. En cas d'accident nucléaire, une alerte est donnée par différents médias (sirène, sms, radio, véhicules). Dès l'alerte, les personnes habitant dans le périmètre de 2 km se mettent à l'abri. Les personnes habitant dans le périmètre de 20 km peuvent être amenées, sur ordre du préfet, à évacuer et ingérer des comprimés d’iode stable,,.

## Toponymie

### Étymologie
Le nom résulte de l'association de deux toponymes distincts : Nieul et le Virouil.

#### Nieul
Avant que l'orthographe et la prononciation en soit définitivement fixées au début du XXe siècle, plusieurs graphies sont attestées dans les archives : Nieuil, Nieuilh, Nieuille, Nieulle, Nyeulle. Ce terme régional désigne une nouvelle clairière, une terre nouvellement défrichée, un essart. Il est dérivé de novio (adj. gallo-romain dérivé du latin novo = nouveau) et de -ialo (suffixe gaulois signifiant la clairière),.
Nieul-le-Virouil est la plus méridionale des neuf communes qui partagent le toponyme Nieul/Nieuil/Nieulle, toutes situées dans la même région linguistique entre Loire et Gironde, correspondant au domaine poitevin-saintongeais :
- Vendée (2) : Nieul-le-Dolent, Nieul-sur-l'Autise ;
- Vienne (1) : Nieuil-l'Espoir ;
- Haute-Vienne (1) : Nieul ;
- Charente (1) : Nieuil (Nuelh en occitan) ;
- Charente-Maritime (4) : Nieul-sur-mer, Nieulle-sur-Seudre, Nieul-lès-Saintes, Nieul-le-Virouil.

#### Le Virouil
Le nom désigne une ancienne forteresse médiévale mentionnée à partir du XIIe siècle sous la forme Viroul, puis Virouilh. Plusieurs étymologies ont été proposées :
1. de viridis, is, e (Lat., adj.) : verdoyant. Cette étymologie est notamment proposée par l'abbé Belliard[6] : « il est bon de ne pas oublier que le site très pittoresque offrait alors un ensemble de bois et de prairies toujours verts qu'au Moyen Âge on appelait Viridarium et Viria qui est resté à l'habitation seigneuriale ». Il est à noter, parmi les étymologies avancées par l'abbé Belliard, que si Viridarium qui signifie « jardin, verger » est bien dérivé de viridis (vert), en revanche le mot gaulois Viria, dérive du latin Viriola, « bracelet d'homme », qui en français contemporain a donné virole[39] ;
2. de veroil (Franç. anc., XIIIe siècle, n.m.) : verrou, « pièce de fer fixée sur une porte ou une fenêtre et qui, poussée dans une gâchette, empêche d'ouvrir »[40]. Cette hypothèse est notamment avancée par Robert Colle[41] cité par B. Sebileau[42] : « Virouil c'est-à-dire le verrou... Le verrou dont il est question était constitué de deux châteaux féodaux, l'un au sud (forteresse de Nieul), l'autre au nord (forteresse du Virouil) qui contrôlaient les routes qui traversaient la région ». À cette dernière hypothèse on peut néanmoins objecter que les deux châteaux n'ont exercé leur gouvernement sur la région que l'un après l'autre et que rien n'atteste que celui de «Nieuil», édifié à partir du XVIe siècle, ait été une forteresse (voir la section « Histoire »). En outre, verrou se dit couroull, travoull ou taroull en saintongeais[43]; corrilh ou ferrolh en occitan[44] ;
3. de virouiller (Franç. anc., v.) : tournoyer, s'agiter comme une girouette. Cette étymologie est aussi mentionnée par l'abbé Belliard[6] : « M. Lesson donne une autre explication : au Moyen Âge, un donjon à girouette s'appelait Vireuille, de là le nom de Virouil (en saintongeais, virouner c'est tourner en rond) ». Le mot français virer vient lui-même du bas latin virare qui signifie tourner, faire tournoyer[45]. Cette proposition se heurte au fait qu'au Moyen-Âge, dans la région, on ne parlait pas le saintongeais moderne (langue d'oïl) mais un dialecte occitan, aujourd'hui disparu.

#### Langue saintongeaise

Aire linguistique du saintongeais.

La commune est située dans l'aire linguistique du saintongeais, un dialecte faisant partie de la famille des langues d’oïl, branche des langues romanes, qui comprend également le français, l’angevin le picard et le poitevin, avec lequel il est souvent regroupé dans un domaine plus vaste, le poitevin-saintongeais. Il présente des éléments de vocabulaire commun avec l'occitan, longtemps parlé dans la région et qui est toujours en usage dans les régions avoisinantes au sud et à l'est (Charente occitane, Périgord, Guyenne).
Le saintongeais a fortement influencé l’acadien et en conséquence, par ricochet, le cadien et le québécois, ce qui s'explique par la proportion importante d'émigrants issus de la région vers la Nouvelle-France.

## Histoire

### Préhistoire
À l'instar de nombreux endroits en Charente-Maritime habités dès la préhistoire, le site de Nieul-le-Virouil l'a été dès le paléolithique moyen (- 40 000 à - 50 000 ans) comme en témoignent les pierres taillées trouvées à l'occasion de travaux de creusement. Au sud de la commune, au lieu-dit de la Pradelle, en bordure du Tarnac ont été découverts par l'archéologue et aviateur Jacques Dassié, une enceinte et un fossé datés du néolithique (5 000 av. J.-C.). Émile Maufrasdans sa «carte préhistorique du département de la Charente-Inférieure» (1877), mentionne la présence d'un menhir à Nieul-le-Virouil. Certains toponymes sur le territoire de la commune pourraient fournir des éléments pour localiser l'emplacement de pierres levées : le Bois de la Borne, le Petit Moine, le Chail, les Rocs.

### Antiquité et Haut Moyen Âge

#### Les voies romaines
Le site de Nieul-le-Virouil est à proximité du tracé de la voie romaine de Saintes à Bordeaux et non loin de la voie qui reliait Saintes à Périgueux (Ier et IIe siècles), dont on peut encore voir des vestiges à Neuillac, près de Jonzac.

#### L'industrie potière
Durant le Haut Moyen Âge, Nieul-le-Virouil se situait dans une région de production de poteries : des vestiges de fours de potier ont été trouvés sur le site de Bois-Robin, au sud de la commune, mais aussi à Soubran (site de la Grande Lande) et à Mirambeau (site de Petit Niort). Le site de Bois-Robin est à une centaine de mètres du Tarnac, sur un sol argileux légèrement incliné vers l'est, favorisant l'écoulement des eaux pluviales. Deux fours ovoïdes permettaient la fabrication de vases d'argiles d'un type uniforme : cruche à deux anses et bec verseur. Ce type de poterie semble avoir été produit de manière continue de l'antiquité jusqu'à l'époque du Haut Moyen Âge, comme en témoigne la datation des sites de Mirambeau, Soubran et Nieul-Le-Virouil.

### Moyen Âge

#### Les chemins de Saint-Jacques-de-Compostelle

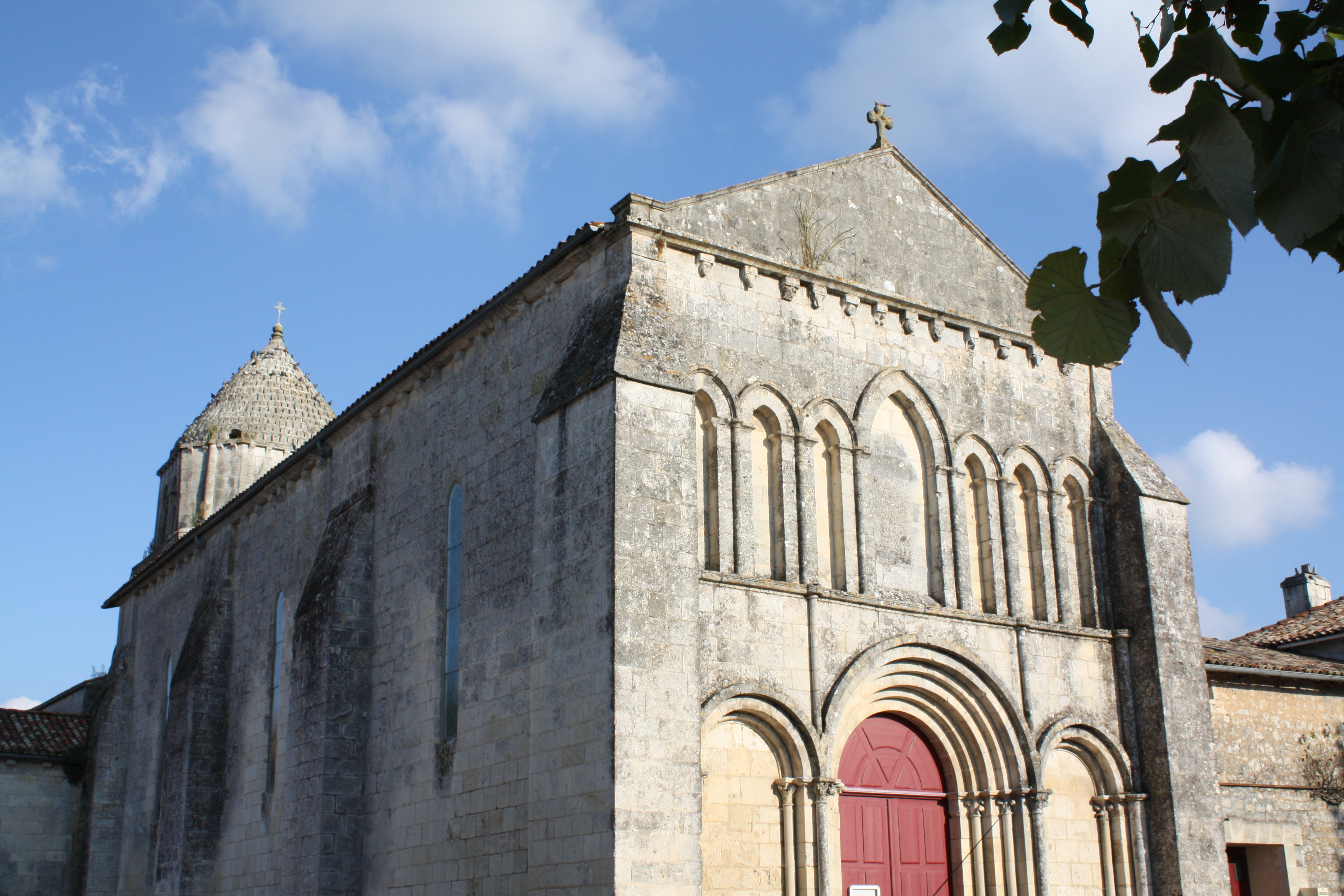
Style roman saintongeais : l'église Saint-Séverin, Nieul-le-Virouil.

Nieul-le-Virouil se situe en bordure immédiate de la voie de Tours à Bordeaux, la via Turonensis, qui menait des pèlerins de toute l'Europe de l'Ouest vers Saint-Jacques-de-Compostelle. Comme beaucoup de communes de Saintonge, le bourg de Nieul est bâti autour d'une église de style roman, dont les premiers éléments de construction datent des XIe et XIIe siècles, époque où le pèlerinage a été particulièrement actif dans la région.

#### Le fief du Virouil et les seigneurs de Pons
Au XIIe siècle, Agnès d'Angoulême, dame d'Oléron et du Viroul (Virouil), veuve d'Aichard, seigneur de Clermont et Mirabel (Mirambeau) épouse vers 1170, en secondes noces, Geoffroy III, seigneur de Pons,.
Dans sa Lettre Macédoinique, apostrophe dans laquelle il démontre, avec humour, sa filiation avec l'antique et prestigieuse maison de Pons, le marquis de La Châtaigneraye rapporte, en 1838, le contenu d'un acte notarié daté de 1200, conservé dans les archives de sa famille, qui dispose que Renaud de Pons (futur Renaud II), aîné du second mariage d'Agnès, aurait eu en partage le « château ou maison forte de Viroul qu'on appelait la Barbenchière (Barbacanis), ce qui était dessous, ainsi que tout le vieux Plassac (Plaisamentum) », lesquels biens provenaient de sa mère. « De terra siquidem quam habebat ex parte matris suae tale fecit testamentum quod Reginaudo de Ponte quem prius suscepit de Gaufrido de Ponte, dedit receptum de Virolio, hoc est de Barbacanis infra cum toto veteri Plaisamento. » Le terme de barbacanis, que le marquis traduit par le nom propre de Barbenchière indiquait sans doute que la forteresse du Viroul était dotée d'une barbacane, élément de fortification percé de fenêtres étroites, protégeant un point stratégique (porte, passage, pont-levis) qui permettait à une garnison de se regrouper à couvert, pour organiser les attaques et les replis. Le donjon était probablement coiffé d'une girouette si l'on en croit l'une des étymologies proposées de Viroul/Virouilh (voir le paragraphe Toponymie).
Le titre de « seigneur du Viroul » a, par la suite, été accordé plusieurs fois à des cadets de la maison de Pons, ainsi le deuxième fils de Renaud II, Raimond, ou encore le fils cadet de Renaud IV, Geoffroy (1254-1317)  dit « Le Viroul » avant qu'il n'hérite de tous les droits sur la vicomté de Turenne en 1289, puis qu'il devienne seigneur de Pons sous le nom de Geoffroy V,
Renaud VI (vers 1343-1426), seigneur de Pons et de Viroul joua un rôle clef pendant la guerre de Cent Ans, son territoire se trouvant en effet  à la limite des zones d'influence du roi de France, au nord, et du roi d'Angleterre, duc d'Aquitaine, au sud.
La forteresse du Virouil restera une châtellenie des seigneurs de Pons jusqu'au XVIe siècle. Antoine de Pons meurt en 1586 laissant une maison profondément divisée par les guerres de Religion. Le frère cadet d'Antoine, Jacques de Pons, baron du Viroul, et son épouse Claude de Saint Gelais, meurent quant à eux sans laisser d'enfant. La forteresse du Virouil est détruite en 1586 par un incendie au cours de la huitième guerre de Religion. Le Virouil n'apparaîtra plus désormais parmi les fiefs des seigneurs de Pons.

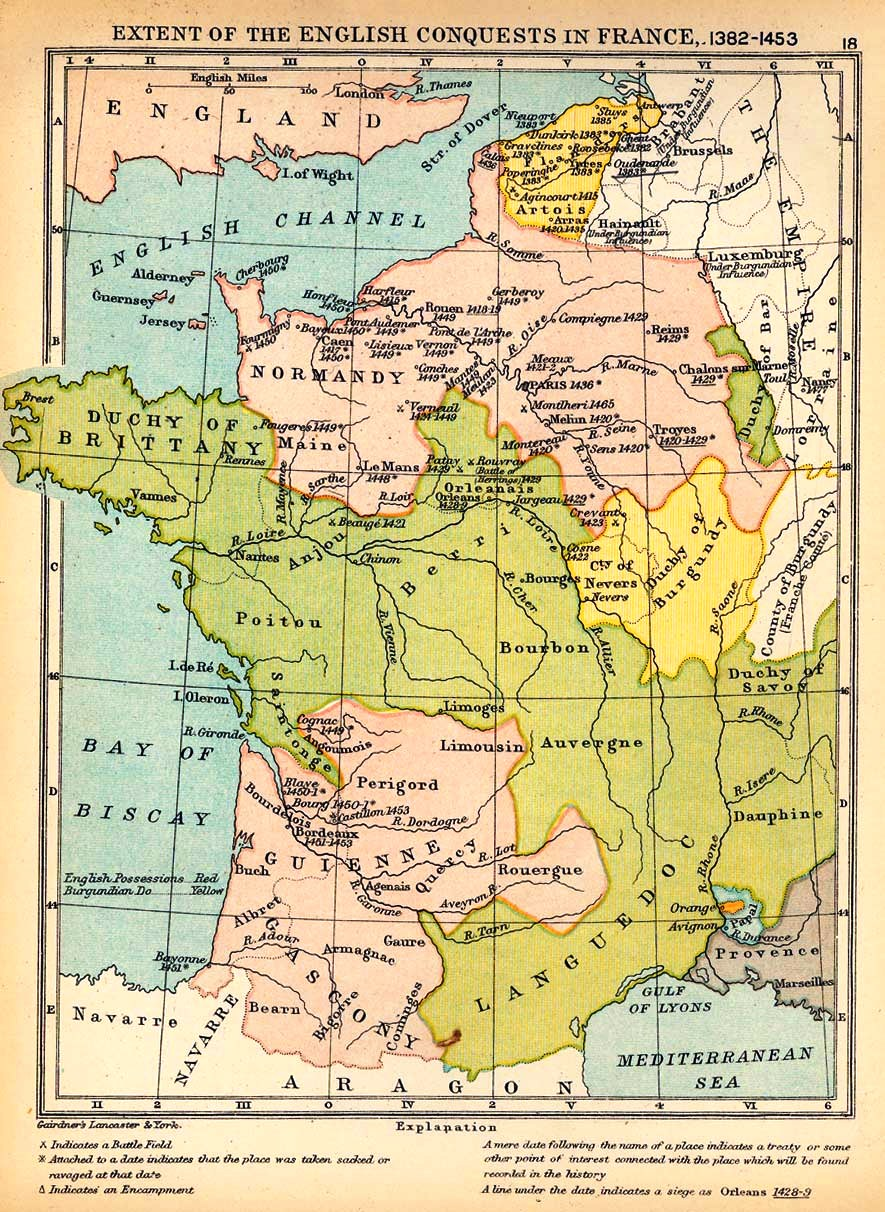
Les conquêtes anglaises en France (1382-1453). D'après C. Colbeck «The public schools historical atlas», 1905. University of Texas at Austin.

En 1771, les ruines du château sont mentionnées par le marquis de Nieul, Claude-Arnould Poute, parmi ses possessions et en 1794 (le 19 ventôse de l'an II), est vendue comme Bien national « une pièce de terre et pré appelée le  ci-devant château du Virouil [...] . Il y a sur cette terre une ancienne tour et des mazurails estimés à 200 livres».
Les ruines de la forteresse, d'un diamètre de 175 mètres, seront progressivement désassemblées pour construire d'autres édifices de Nieul-le-Virouil. Le donjon a été rasé en 1812. En 1903, des vestiges des fondations étaient encore visibles au lieu-dit du Virouil, au nord du bourg, entre la route de Guitinières et la voie ferrée qui conduisait alors à Jonzac.

### Temps modernes

#### La châtellenie de Nieul
La chute de la forteresse du Virouil va favoriser le développement d'une petite châtellenie voisine, connue dès le début du XVIe siècle, sous le nom de châtellenie « de Nieuil » ou « de Nyeulle », où elle apparaît comme patrimoine de Dame Philippe Suyrot de Quissarme, qui l'a obtenue, par échange de titres de rentes, d'Antoinette de Pons, vicomtesse de Turenne, épouse d'Antoine de La Tour d'Auvergne, cousine d'Antoine, seigneur de Pons et arrière grand-mère de Turenne, général en chef de Louis XIII et de Louis XIV.
Après l'acquisition des droits sur la châtellenie de Nieul, Dame Phillippe épouse Nicolas Arnoul, seigneur de Chantillac, conseiller au Parlement de Bordeaux. La châtellenie de Nieuil est alors, selon toute probabilité, installée au centre du bourg peut-être là où se trouve la maison à tour tronquée en bordure de l'actuelle place de l'église connue comme la maison Barraud.
En 1591, Pierre Arnoul, petit fils de Nicolas Arnoul, s'installe dans le château de Nieul, récemment édifié à 500 mètres au sud du bourg. La famille possède en outre une autre maison dans le bourg, dotée d'une tour ronde à toit conique, sise à l'angle des rues aujourd'hui dénommées rue Basse et rue de la République, qui fut rasée dans les années 1960 pour construire la cour de l'école,.
Après six générations de transmission patrilinéaire, Marie Arnoul, fille de Léon, épouse en 1671 François Poute, chevalier, seigneur de Château-Dompierre en Basse Marche. Les seigneurs de Nieul changent alors de patronyme et de blason. Claude-Arnould Poute (1730-1806) né à Nieul, sera le dernier à y résider. Engagé cependant dès l'adolescence dans la marine royale, il passe l'essentiel de sa vie en mer ou dans les ports militaires de Rochefort et Toulon. Il participe notamment avec le marquis de La Fayette à la guerre d'indépendance des États-Unis d'Amérique,. En février 1792, menacé comme la plupart des aristocrates, par les événements révolutionnaires, le contre-amiral Claude-Arnould Poute émigre pour prendre un commandement dans l'armée des Princes. En 1803, de retour d'exil il demande à être réintégré dans ce qui reste de ses biens de la Charente-Inférieure. Le château de Nieul ayant été vendu comme Bien national en 1794, il s'installe à Poitiers, où il passera les dernières années de sa vie.
De 1825 à 1945, le château de Nieul servit de ferme et de résidence à une famille de propriétaires, agriculteurs, les Delafenestre dont deux furent maires de Nieul-le-Virouil. Le château fut ensuite abandonné et laissé à l'état de ruine. Racheté en 1999, il a depuis été restauré.

#### Le commerce du bois et la merranderie

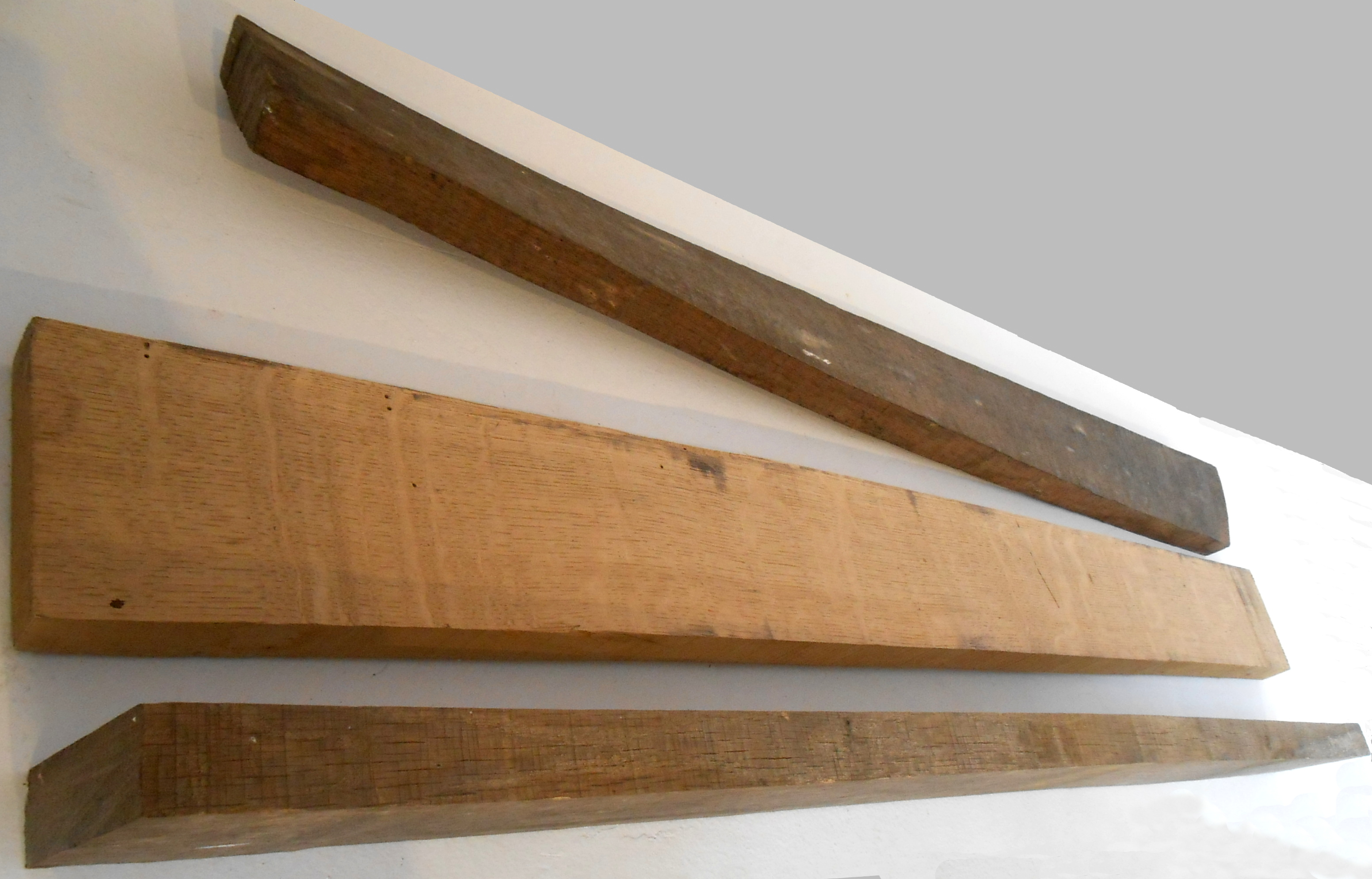
Merrains destinés à la fabrication des tonneaux.

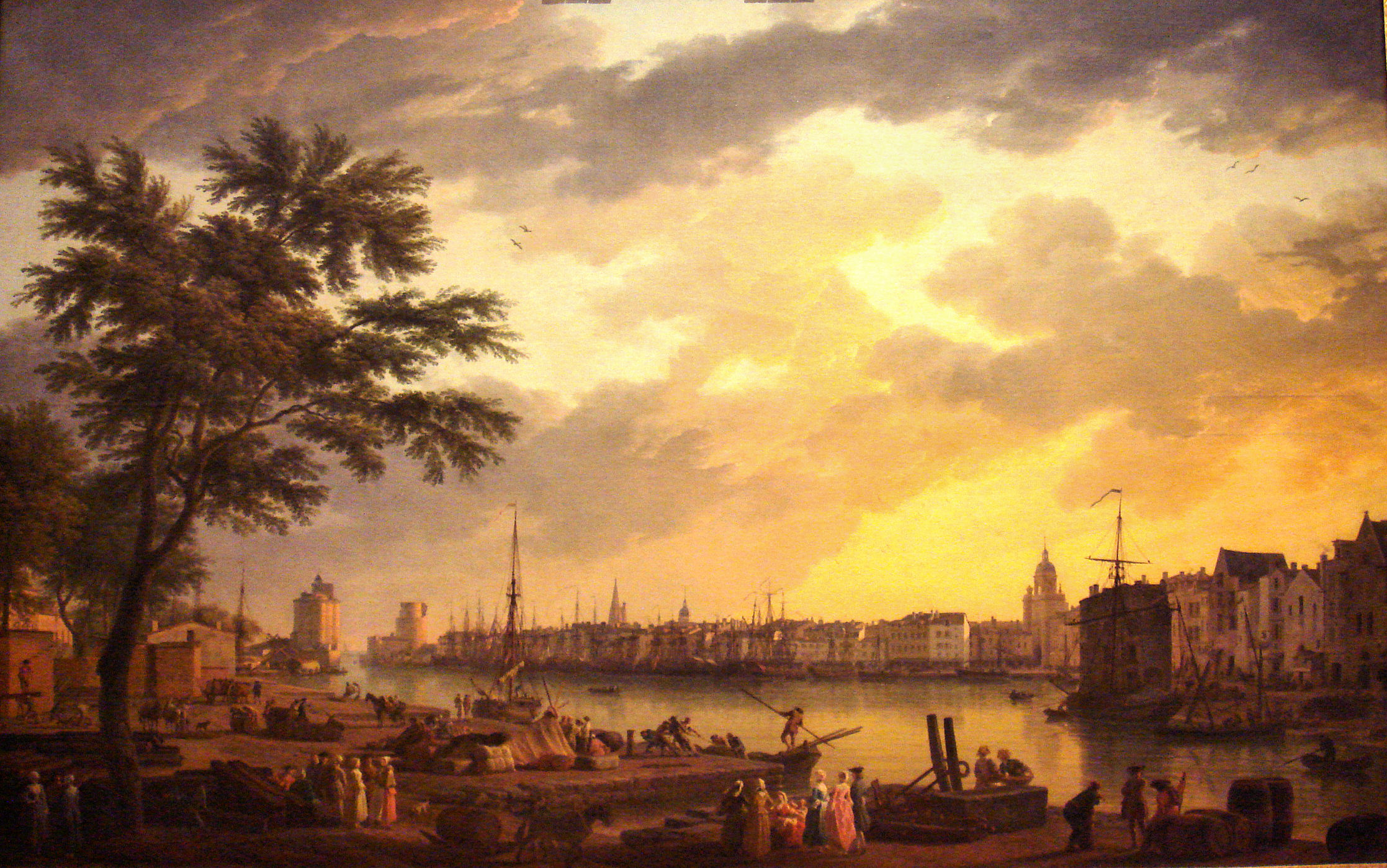
Port de La Rochelle, Claude Joseph Vernet, 1762, Musée de la Marine, Paris

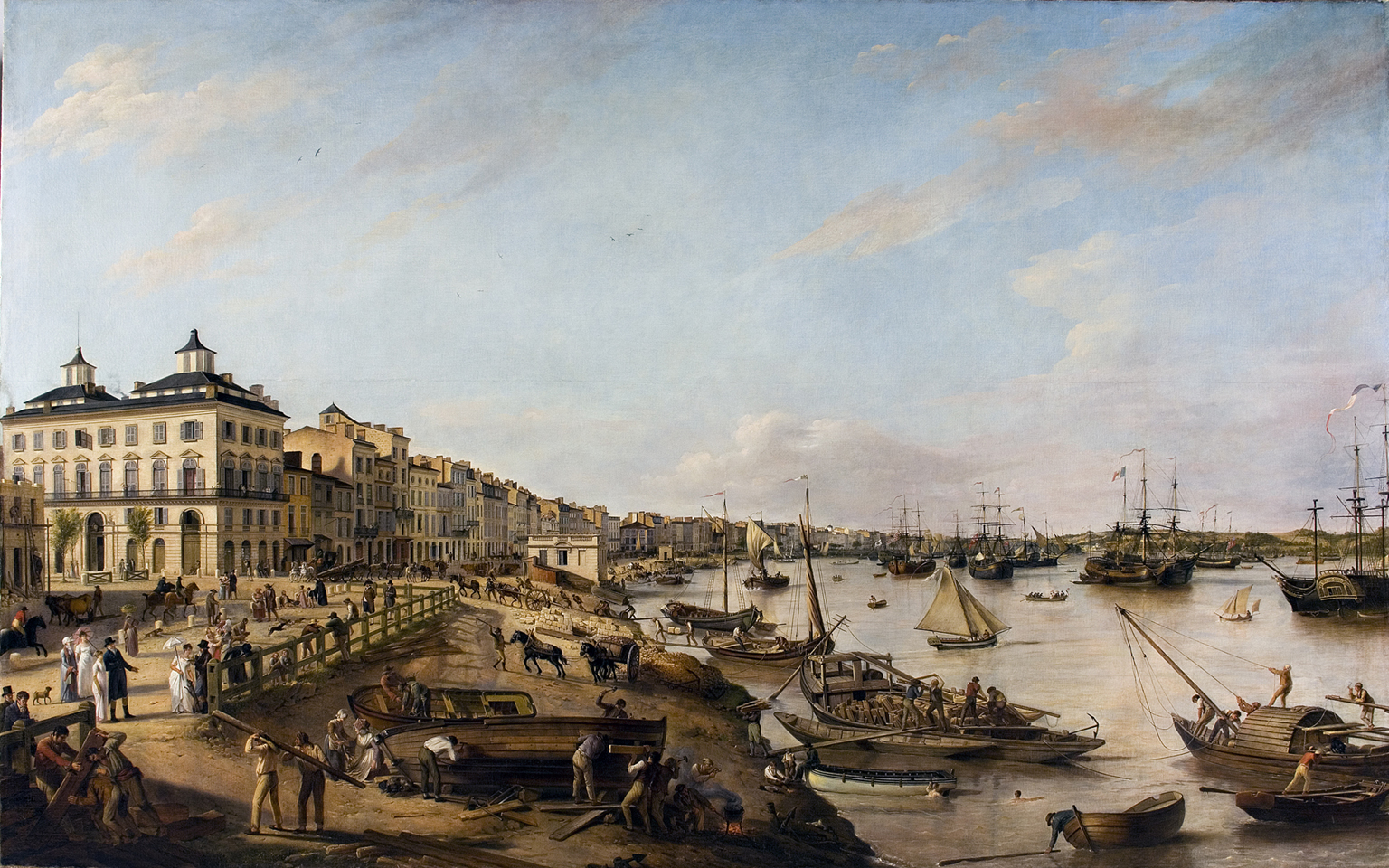
Vue d'une partie du port et des quais de Bordeaux dits des Chartrons et de Bacalan, Pierre Lacour, 1804-1806, Musée des Beaux-Arts de Bordeaux.

La forêt de Saintonge participe au commerce des vins de Bordeaux en lui fournissant une grande partie des fûts et des barriques. Au milieu du XVIe siècle, Nieul-le-Virouil est l'une des paroisses les plus actives de la région dans la production du couldre (cercles de tonneau) et du merrain. En 1540, on n'y compte pas moins d'une dizaine de tonneliers qui livrent leurs barriques aux ports de Bordeaux et de La Rochelle.

#### La Réforme
Du fait de l'influence maritime et commerciale des pays du nord de l'Europe, la Saintonge, l'Aunis, le Poitou et l'Angoumois sont rapidement exposés aux thèses de la religion réformée. Jean Calvin lui-même séjourne à Poitiers et à Angoulême en 1534, sous la protection d'amis et de sympathisants, dont le prêtre Louis du Tillet. Son passage semble avoir influencé durablement certains membres des élites sociales et intellectuelles locales et des régions avoisinantes. On estime qu'en 1576, près des trois-quarts de la population d'Aunis et de Saintonge sont convertis au protestantisme. La maison de Pons, précocement acquise aux idées de la réforme, va se partager entre les deux camps, catholique et protestant, et ces dissensions seront contemporaines du démembrement d'une partie de son territoire.

##### Une châtellenie protestante
À la même époque, le second seigneur de Nieul (Nieuil), Bertrand Arnoul, né vers 1520, fils de Nicolas, lui aussi conseiller au parlement de Bordeaux à partir de 1551, se convertit au protestantisme sous l'influence de sa première épouse, Jehanne de Mendosse. Avec lui une partie des habitants de la commune, de toutes conditions, deviennent protestants. Leur fille, Marie Arnoul, épouse Antoine de Sainte-Maure, seigneur de Jonzac et Mosnac, lui aussi converti au protestantisme.
Au cours de la première guerre de Religion (1562-1563) la domination huguenote se traduit dans la région par des actes iconoclastes dirigés contre les églises. Une tentative de saccage de l'église Saint-Séverin de Nieul-le-Virouil est menée par une petite troupe dont le chef est le notaire de Courpignac, Pierre Ruaud. Bertrand Arnoul, seigneur de Nieul, lui-même converti au protestantisme, poursuit pourtant les délinquants, et obtient leur condamnation à mort par contumace, assortie d'une amende et d'une restitution des biens dérobés.

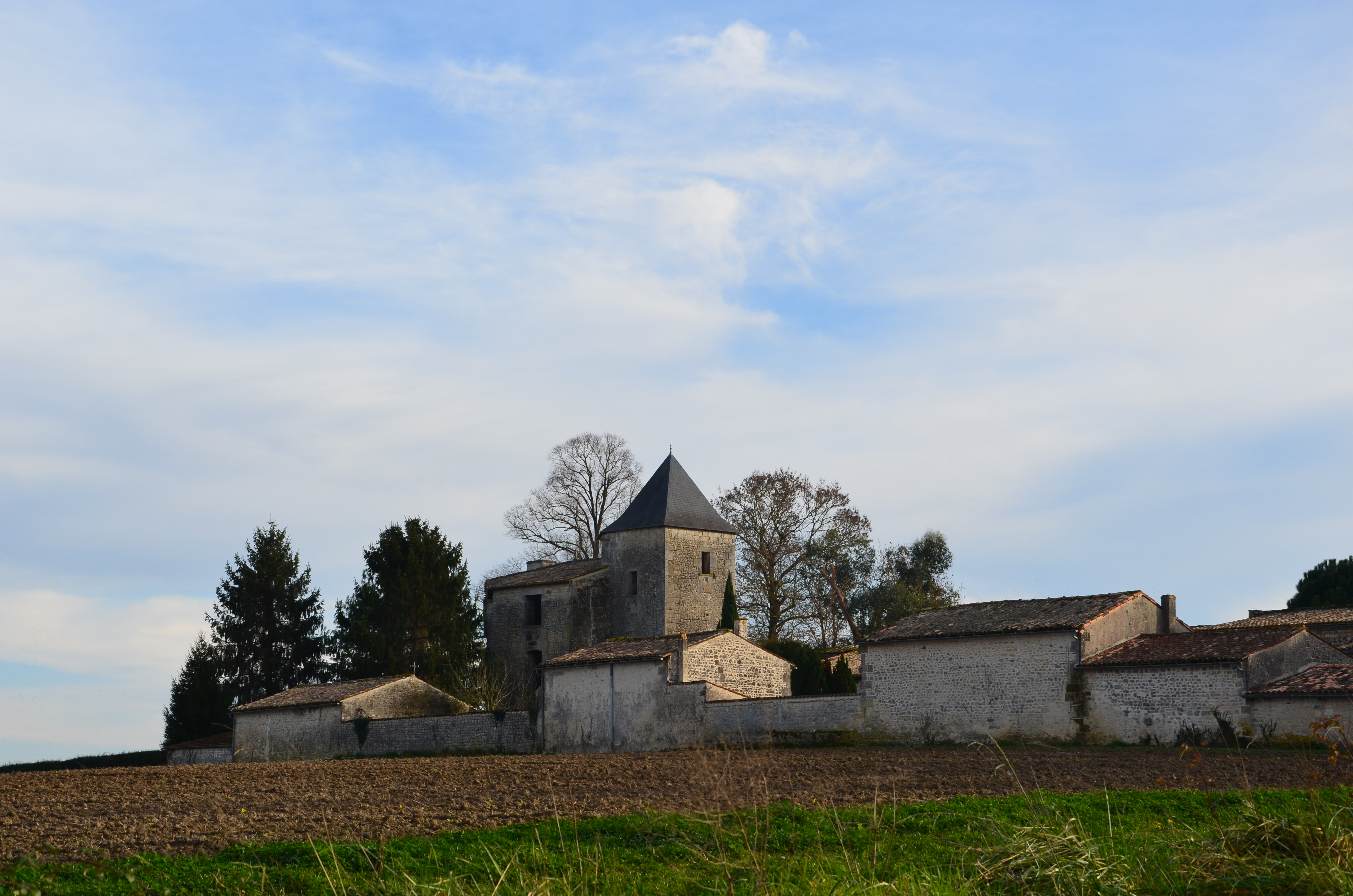
Le Château de Nieul (Nieul-le-Virouil).

Huit guerres de Religion vont ainsi se succéder en France en l'espace de quarante ans, voyant la domination de l'un ou l'autre parti. C'est au cours de la dernière que la forteresse du Virouil est incendiée lors d'un affrontement entre la branche protestante de la maison de Pons qui détient la place et la Sainte Ligue qui est à la reconquête de la région. Et c'est à cette époque, en 1591, que Pierre Arnoul, fils de Bertrand, termine l'édification du château de Nieul. Pierre est ouvertement calviniste mais va pourtant se convertir au catholicisme pour rester conseiller au Parlement de Bordeaux comme son père et son grand-père.

##### Après la révocation de l'édit de Nantes

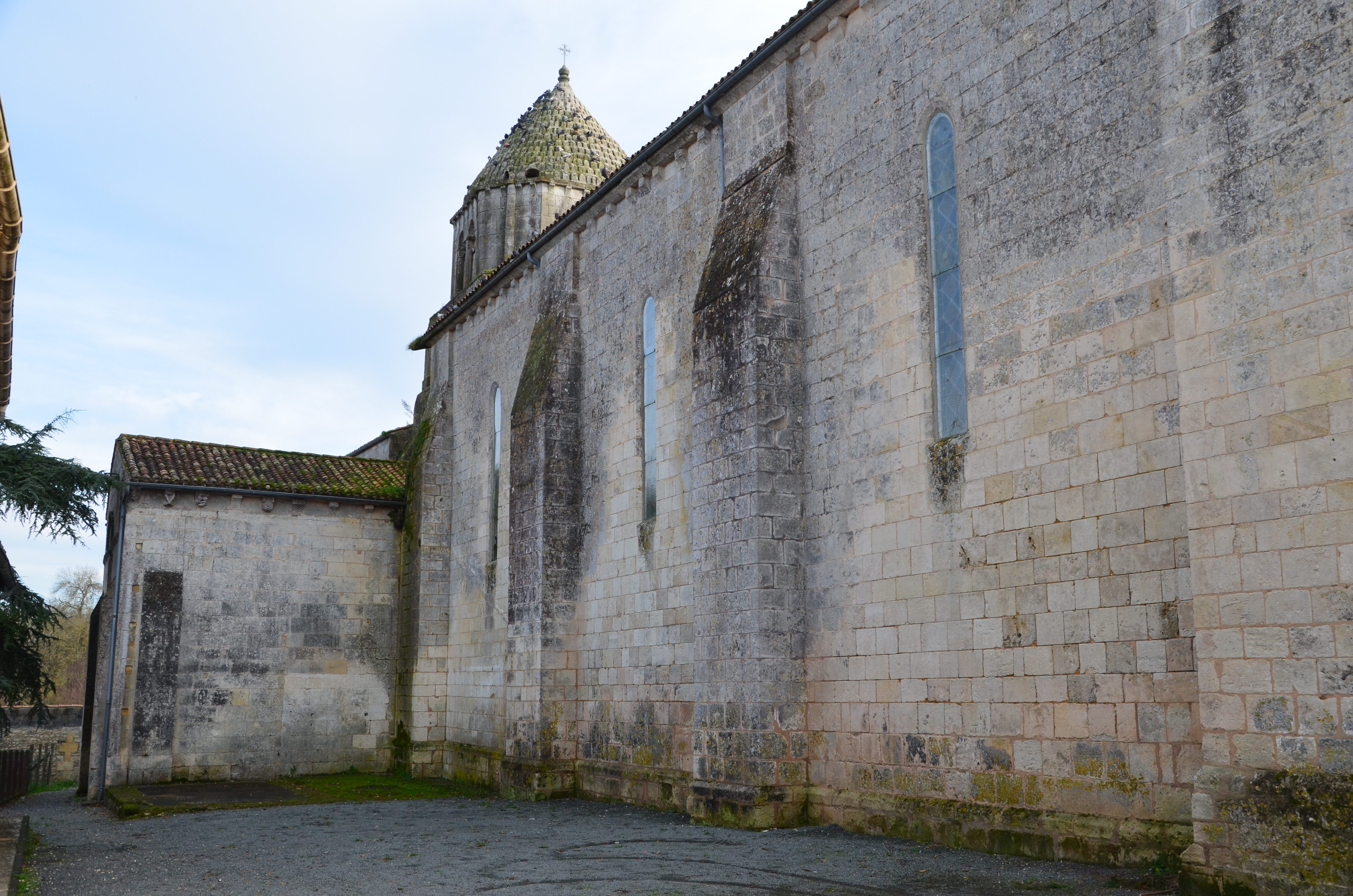
Carré protestant de l'ancien cimetière de Nieul-le-Virouil.

Le 18 octobre 1685, Louis XIV signe l'édit de Fontainebleau qui révoque l’édit de Nantes par lequel Henri IV, en 1598, avait octroyé une certaine liberté de culte aux protestants. Beaucoup de protestants vont s'exiler, en Europe ou en Amérique, d'autres se convertir au catholicisme.
Au XVIIIe siècle, subsiste à Nieul-le-Virouil une communauté protestante, minoritaire. À leur mort, ses membres sont inhumés dans la partie nord du cimetière « entre la chapelle Saint Joseph et la façade de l'église ». Le clergé catholique s'efforce d'extirper ce qui reste « d'hérésie » et suscite des abjurations publiques. L'abbé Belliard, curé de Nieul-le-Virouil en 1903, en donne sa version d'après les registres de ses prédécesseurs : « L'apostasie ayant été publique, la réparation devait l'être également. Après une rétraction en forme, faite et signée en présence du curé et de plusieurs témoins, le converti se rendait à l'église et là agenouillé devant l'autel où repose le Saint-Sacrement, en présence de tous les fidèles, il répondait à voix haute aux questions qui lui étaient posées […] Après cette profession de foi, le pénitent prenait place dans l'assemblée qui traduisait sa joie en un vibrant magnificat. Les registres ont conservé les noms de ces convertis et la date de leur retour. » Suivent 18 noms de convertis à la religion catholique, 12 femmes et 6 hommes, entre 1702 et 1780. « Tous sont restés fidèles à leur serment, excepté Moyse Lys qui avait épousé Suzanne Boysbellaud de la paroisse de Jonzac. Le curé enregistre ainsi son décès : "Le 22 de janvier 1730, à deux heures après minuit, est décédé Moyse Lys, âgé de 73 ans. Après nous être transporté deux diverses fois en sa maison pour lui offrir les secours de notre ministère et les sacrements de l'Église, il nous a déclaré qu'il voulait mourir dans la religion calviniste, en présence de sa famille et la nuit du mesme jour a esté ensevely dans son jardin, auprès de sa femme, tous les deux ayant fait autrefois abjuration pour se marier et ensuite tous les deux relapses. Lacaze, curé". […] En 1780, date de la dernière abjuration publique, le protestantisme ici agonisait et en 1863, au moment où le Conseil municipal délibérait pour fixer le prix des concessions de terrain du nouveau cimetière, M. le Maire constatait que  "la partie réservée aux Protestants était plus que suffisante puisque cette religion ne comptait plus dans la commune que quatre membres très avancés en âge". »

#### La Nouvelle-France

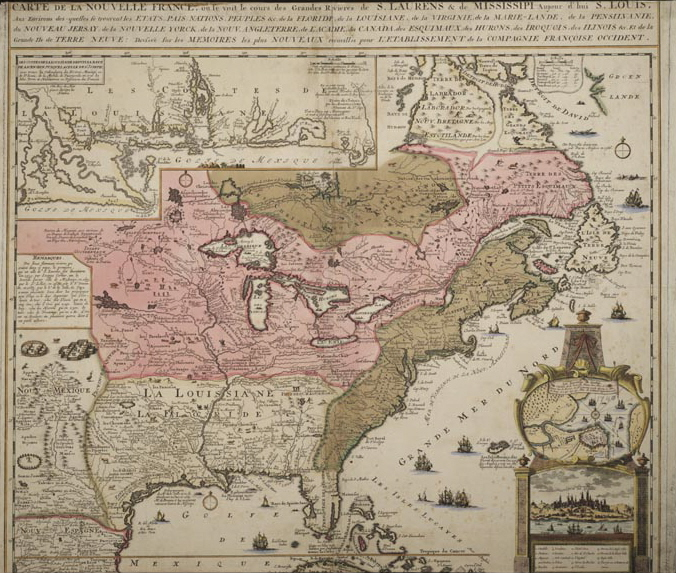
Carte des territoires colonisés ayant constitué la Nouvelle-France (le Canada y est indiqué en rose, s'étendant jusqu'à la frontière de la Louisiane). La carte de base est de Nicolas de Fer, et fut réalisée en 1719.

En 1603, Pierre Dugua de Mons et  Samuel de Champlain, deux navigateurs saintongeais, remontent et explorent le fleuve Saint-Laurent. Ils vont fonder les premières colonies françaises d'Amérique du Nord : La Nouvelle-France,. À leur suite, une émigration française, issue essentiellement des régions de l'ouest de la France et en particulier de la Saintonge, va se produire surtout à partir des années 1630. De nombreux Saintongeais partiront aussi vers le Nouveau Monde dans les années 1760, avec Le marquis de Lafayette, à l'occasion de la guerre d'indépendance des États-Unis.
Les habitants de Nieul-le-Virouil participeront à ces mouvements, comme en témoigne l'abbé V. Belliard : « À la fin du XVIIIe siècle et dans la première moitié du XIXe siècle, il y a eu d'assez nombreuses émigrations de France vers l'Amérique. J'ai relevé dans les registres ou dans quelques actes, le nom de quatre habitants de Nieuil partis à cette époque soit à la suite de M. le Marquis de Lafayette, pour la guerre de l'Indépendance, soit à la recherche de la fortune. Ce sont : Cazaud, il se trouve à la Martinique en 1768. Bernard Pierre, Glémet Louis, Moufflet Pierre, en Amérique en 1791. Ils ont sans doute là-bas créé une famille ou mis la main sur des pépites d'or. »

#### La franc-maçonnerie
L'activité maritime va favoriser l'implantation de la franc-maçonnerie dans la région. Les premières loges de la Rochelle sont fondées dans les années 1740 et comptent parmi les premières de France. La loge de « l'Accord Parfait » à Rochefort, fondée dans les années 1770 est la plus ancienne loge française encore en activité. Elle fut fréquentée par des militaires et navigateurs fameux tels que le marquis de La Fayette ou l'explorateur La Pérouse. Mais d'autres loges se sont constituées aussi plus à l'intérieur des terres (Saintes, Saint-Jean-d'Angély, Barbezieux) qui joueront un rôle actif et influent au cours de la Révolution française et tout au long du XIXe siècle,.

### Révolution française et Empire

#### La Constitution civile du clergé
Curé de Nieuil de 1787 à 1792, l'abbé Jean-Baptiste-Antoine Deaubonneau termine ainsi le registre de l'année 1789 : « Cette année un hiver plus rigoureux que celui de 1709. Une disette universelle dans le royaume. Les États généraux ».
À la suite du décret de l'Assemblée Nationale sur la constitution des municipalités, les « habitants citoyens actifs de la paroisse » de Nieul-le-Virouil se réunirent le 7 février 1790 pour former leur municipalité. L'église fut choisie comme lieu de réunion et le curé, M. Deaubonneau, comme président de séance (« le péril clérical n'étant pas encore inventé, les électeurs ne craignirent pas de lui donner ainsi un témoignage d'estime », commente l'abbé Belliard). Après plusieurs jours de délibération, furent élus un procureur de la commune, le curé M. Deaubonneau, et un maire, M. Barraud, notaire royal, commandant de la Garde nationale, qui bien qu'ayant obtenu tous les suffrages, jugea sa fonction incompatible avec la charge et suscita un autre tour de scrutin qui désigna M. Chauvin. À ceux-ci s'adjoignirent cinq officiers municipaux et douze notables, la réunion des dix-neuf élus formant le conseil général de la commune.
En 1791, les prêtres furent mis en demeure de prêter serment à la Constitution civile du clergé. Plus rétif sur la forme que sur le fond, l'abbé Deaubonneau prit l'initiative de prononcer un discours en chaire, dans son église, après la lecture de l'Évangile : « Je jure de veiller avec soin sur les fidèles que l'Église m'a confiés, d'être fidèle à la Nation, à la Loy et au Roy, et de maintenir de tout mon pouvoir la constitution du royaume décrétée par l'Assemblée Nationale et acceptée par le Roy, dans ce qui concerne le temporel, exceptant formellement ce qui est du spirituel. » Néanmoins, à l'issue de la messe, le maire lui fit remarquer que le serment contenait des restrictions et n'était pas conforme au décret. Le 22 mars 1791, l'abbé Deaubonneau accepta de se rendre au greffe de la maison commune et de signer le serment à la Constitution dans la formule préconisée par l'Assemblée Nationale.
M. Deaubonneau se montra, au début de son mandat, plutôt zélé puisqu'il alla jusqu'à commettre un acte de vandalisme sur sa propre église en taillant au marteau les armes qui surmontaient la petite porte et faisant badigeonner la litre seigneuriale peinte tout autour de la nef. Le 6 avril 1791, il dit un office solennel pour le repos de l'âme du défunt Mirabeau.
L'abbé Deaubonneau retracta cependant son serment en novembre 1792 et partit en exil à Londres. Il rentra en France après la Révolution et termina sa vie comme curé de Cozes.

#### La Terreur
Jean-Jacques Bréard, né à Québec (Nouvelle-France) en 1751, maire de Marennes, député de la Charente-Inférieure fut membre de la Convention nationale et du premier Comité de salut public, organisé autour de Danton. Il vota la mort du roi Louis XVI et appuya le 15 avril 1794 le décret de Saint-Just qui ordonnait l'expulsion des nobles. Il proposa également l'expulsion des prêtres réfractaires mais participa cependant au coup d'état du 9 thermidor qui provoqua la chute de Robespierre et de ses partisans.
À Nieul-le-Virouil, le château fut pillé après le départ en exil du marquis Claude-Arnould Poute de Nieul. Une grande partie des archives et des biens furent brûlés. Un Comité de salut public fut élu le 27 octobre 1793, dont le rôle était de veiller à l'enracinement des idées révolutionnaires dans la population. La dénonciation des comportements et propos « non républicains » était encouragée. Le notaire Jean Barraud en fut le président bien qu'il eût fort à faire avec sa propre famille. « Alors que le actes de Jean Barraud tendaient à faire oublier ses relations avec les anciens châtelains — notaire royal et procureur de la terre de Nieul, il avait été le financier et homme de loi de l'ancien marquis —, pour préserver sa famille, ses biens, sa situation et sa personne, des conséquences fâcheuses qui auraient pu en résulter, sa femme, sincèrement attachée aux exilés et à ses croyances religieuses, de caractère plus crâne et plus indépendant, lui créait bien des préoccupations. Les jours de décadi, elle affectait de ne pas prendre part aux réunions publiques du « Temple de la Vérité » [l'église Saint Séverin]. Pour en accentuer son mépris, assise devant sa porte et en négligé, elle tricotait, cousait, reprisait son linge, sans laisser passer l'occasion d'une fine et mordante répartie. »

#### Les réfugiés des guerres de Vendée

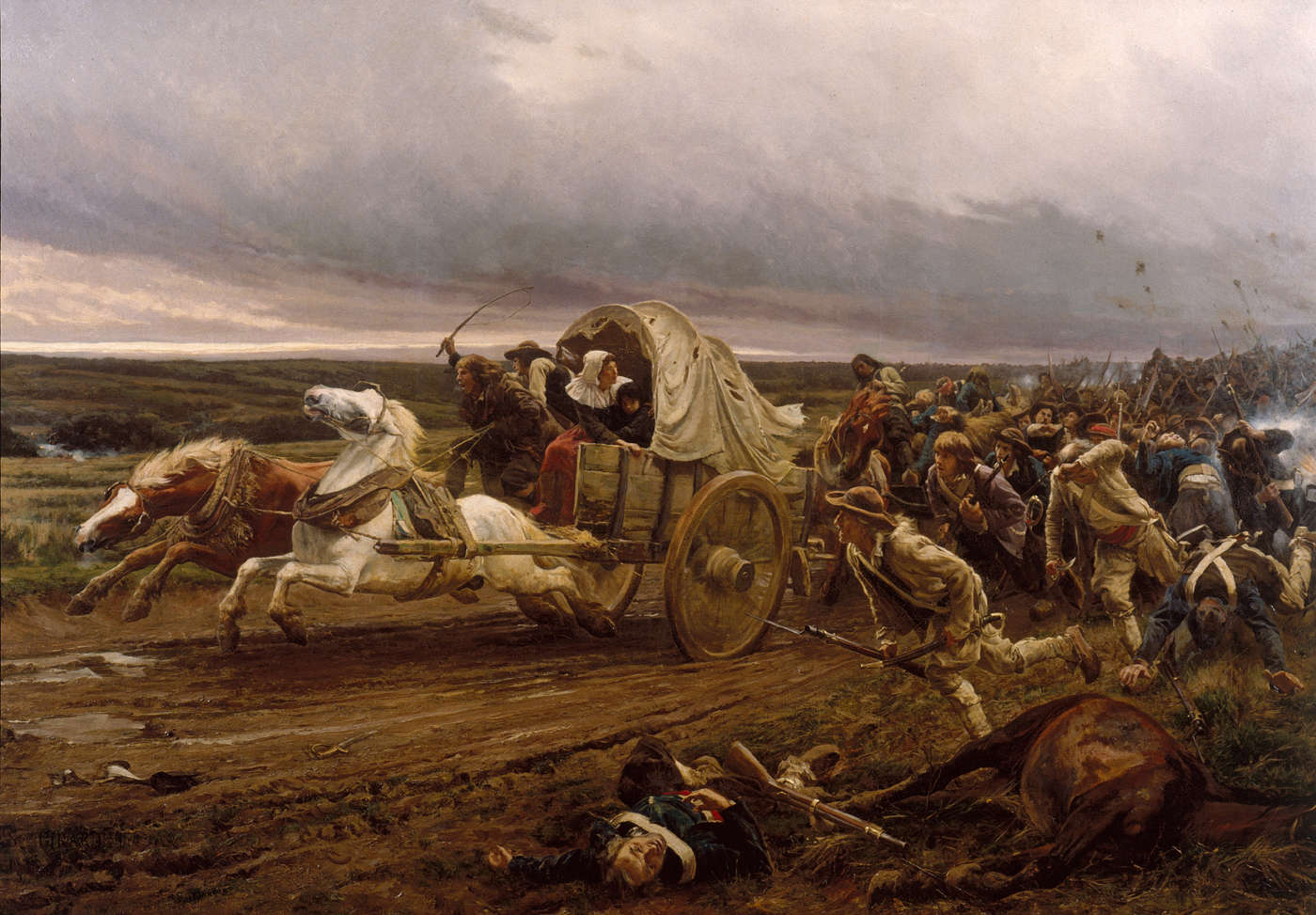
Bataille de Cholet, 1793
La déroute de Cholet, par Jules Girardet, 1883.

Les guerres de Vendée vont provoquer l'exode d'environ 50 000 Vendéens dans les régions avoisinantes, notamment la Saintonge. Beaucoup s'installeront définitivement sur leur terre d'exil. C'est de cette époque que date la première vague d'implantation de familles d'origine vendéenne à Nieul-le-Virouil.

### Époque contemporaine

#### XIXesiècle
Après la Réforme et la Révolution, la Charente-Maritime allait une fois de plus être en première ligne du débat religieux en France au cours de la Troisième République. L'implantation ancienne de la franc-maçonnerie, en conflit de plus en plus ouvert au cours du XIXe siècle avec l'église catholique, et l'influence du parti radical-socialiste participent à l'enracinement des idées républicaines et la déchristianisation de la société. Une figure emblématique de cette époque est Émile Combes (1835-1921), qui a souvent séjourné à Nieul-le-Virouil dans la maison Barraud.

#### XXesiècle

##### Première Guerre mondiale

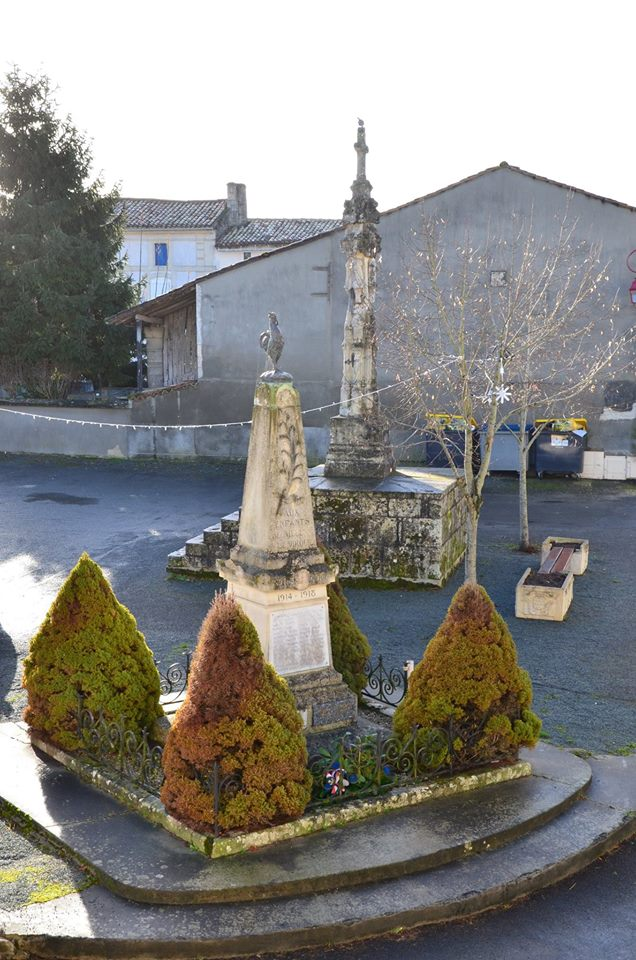
Monument aux Morts, place de l'église, Nieul-le-Virouil

À l'instar de nombreuses communes de France, Nieul-le-Virouil a payé un lourd tribut à la Première Guerre mondiale comme en témoigne le monument aux morts sur la place de l'église qui affiche 28 noms, pour une commune qui comportait alors 800 habitants environ .

##### Entre-deux-guerres
Au cours de la Troisième République, à la suite d'Émile Combes, des parlementaires de la Charente-Inférieure du groupe radical-socialiste, tels que Fernand Larquier et René Carré-Bonvalet se sont particulièrement illustrés dans la défense du monde rural. Ce dernier, né René Carré, originaire du Doubs, devint propriétaire-viticulteur à Nieul-le-Virouil, en prenant la suite de Jules Bonvalet, à la tête du domaine de Lessy. Il fut député de la Charente Inférieure de 1914 à 1919, membre des commissions de l'Agriculture et des Travaux publics au parlement. Il fut ensuite élu conseiller général et sénateur de la Charente Inférieure de 1934 à 1945.

##### Deuxième Guerre mondiale
En zone occupée depuis l'armistice du 22 juin 1940, la région de Jonzac et Mirambeau est stratégique pour l'armée allemande. Cette région de l'arrière pays du littoral atlantique est une zone interdite aux civils de l'intérieur des terres afin de permettre aux occupants d'organiser leur défense et ce qui deviendra le mur de l'Atlantique.
Jonzac accueille une Kreiskommandantur (kommandantur d'arrondissement) de laquelle dépend un service de surveillance chargé de lutter contre les actes de malveillance à l'encontre des occupants.

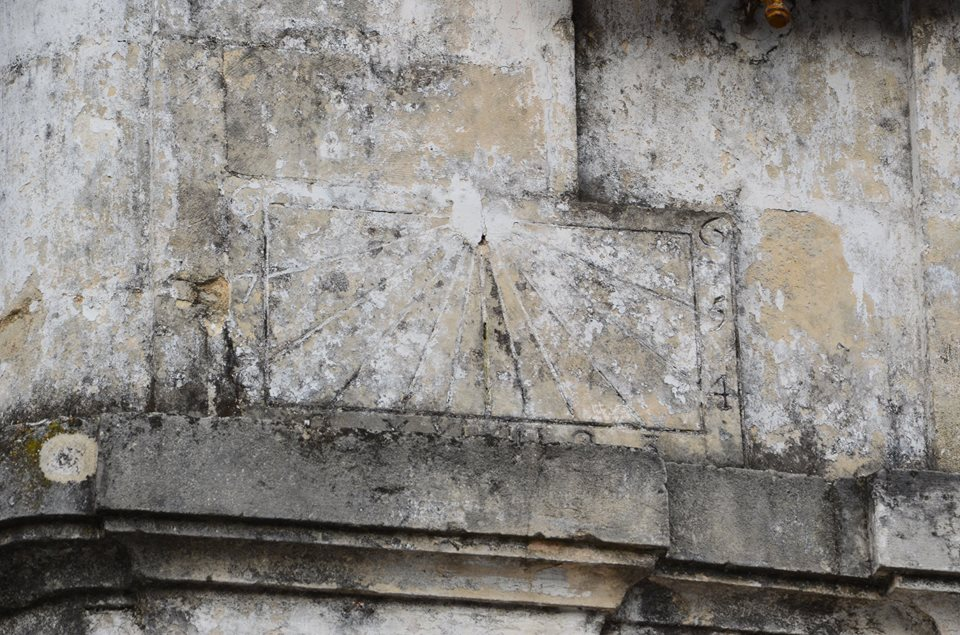
Cadran solaire, place de l'église, Nieul-le-Virouil.

Le logement de plusieurs soldats allemands est imposé à Nieul-le-Virouil. Deux d'entre eux dorment dans une dépendance contiguë à la maison Barraud. Afin de leur faire sentir qu'ils sont loin d'être les bienvenus, les propriétaires ignorent leurs requêtes alimentaires (des œufs) et construisent une cloison en bois pour les isoler, ce qui ne leur permet d'entrer et sortir que par la fenêtre. En face de leur chambre sont garés trois chars dans une grange, au no 17 de ce qui est maintenant la route des Frênes (anciennement rue de La Gare). Durant l'hiver 1941-1942, particulièrement rigoureux, l'un des chars dérape sur la chaussée verglacée et percute, au coin de la place, la façade de la maison Barraud qui en porte encore l'impact, sous le cadran solaire.
De nombreux jeunes hommes des environs sont enrôlés dans le dépôt de munition des carrières d'Heurtebise à Jonzac dans le cadre du Service du travail obligatoire (STO) . Le 30 juin 1944, deux jeunes résistants, Pierre Ruibet et Claude Gatineau, qui se sont fait embaucher pour travailler dans les carrières, font exploser le dépôt,.
André Mercier, de Nieul-le-Virouil, s'engage dans le maquis de Dordogne, alors qu'il n'a pas dix-huit ans, le 6 juin 1944. Il est tué dans un combat le 27 juillet à Lespinasse, lieu-dit situé sur la commune de Tursac. Sa tombe, dans le cimetière de Nieul-le-Virouil est surmontée d'une colonne brisée. Une plaque à sa mémoire a été posée sur le monument aux morts.

##### Les bouleversements de l'économie agricole et leurs conséquences démographiques

###### L'épidémie de phylloxéra
En 1872, le vignoble de Nieul-le-Virouil est dévasté, comme toute la région, par une invasion de phylloxéra. Malgré des tentatives de réimplantation de la vigne, le paysage agricole en demeurera profondément modifié. La région des « Bois », en périphérie des vignobles de Cognac produisait en effet une eau-de-vie annuelle, dépendant directement des vendanges, sans stock. Les viticulteurs de cette zone ont été particulièrement vulnérables à l'épidémie qui a détruit leurs vignes, sans recours. Beaucoup ont été contraints de vendre leur terre ou de la reconvertir. L'exode rural a été brutal et massif.

###### L'immigration vendéenne
Cette situation a été un appel d'air pour les paysans de Vendée, alors en surpopulation qui ont immigré nombreux dans les Charentes dans les années 1890-1910, convertissant en grande partie les vignobles en terres de labour et d'élevage. Les nouveaux arrivants n'ont cependant pas comblé le déficit démographique puisque les recensements soulignent une perte de plus de 200 habitants (soit 20 % de la population) en moins de 30 ans de 1876 à 1901 (voir l'histogramme de l'évolution démographique). Une nouvelle vague d'immigration vendéenne dans les années 1945-1965 a complété les précédentes. Malgré tout, l'érosion du nombre d'habitants s'est poursuivie pour atteindre son niveau le plus bas au début des années 1980.

###### La lente métamorphose d'une société agricole
Depuis les années 1980, la courbe démographique descendante s'est inversée grâce à l'installation de ménages salariés du secteur tertiaire, travaillant dans les villes des environs, en particulier à Jonzac, sous-préfecture voisine. À  ceci s'ajoute l'acquisition de maisons de campagne, soit par des retraités qui deviennent des résidents permanents, soit pour un usage de résidence secondaire (11 % des logements) par des citadins et des ressortissants d'autres pays d'Europe de l'Ouest, au premier rang desquels les Britanniques. Des projets multi-service associatifs tentent de remplacer la disparition des commerces de proximité (boulangerie, épicerie, café).

## Politique et administration

### Administration municipale
Le nombre d'habitants au dernier recensement est de 596 habitants (Source INSEE décembre 2019), le nombre de membres du conseil municipal est de 15.

### Rattachements administratifs et électoraux
Du point de vue administratif, la commune fait partie de l'arrondissement de Jonzac dans le département de la Charente-Maritime en région Nouvelle-Aquitaine et de la communauté de communes de la Haute-Saintonge. Avant la réforme territoriale de 2014, elle faisait partie du canton de Mirambeau.

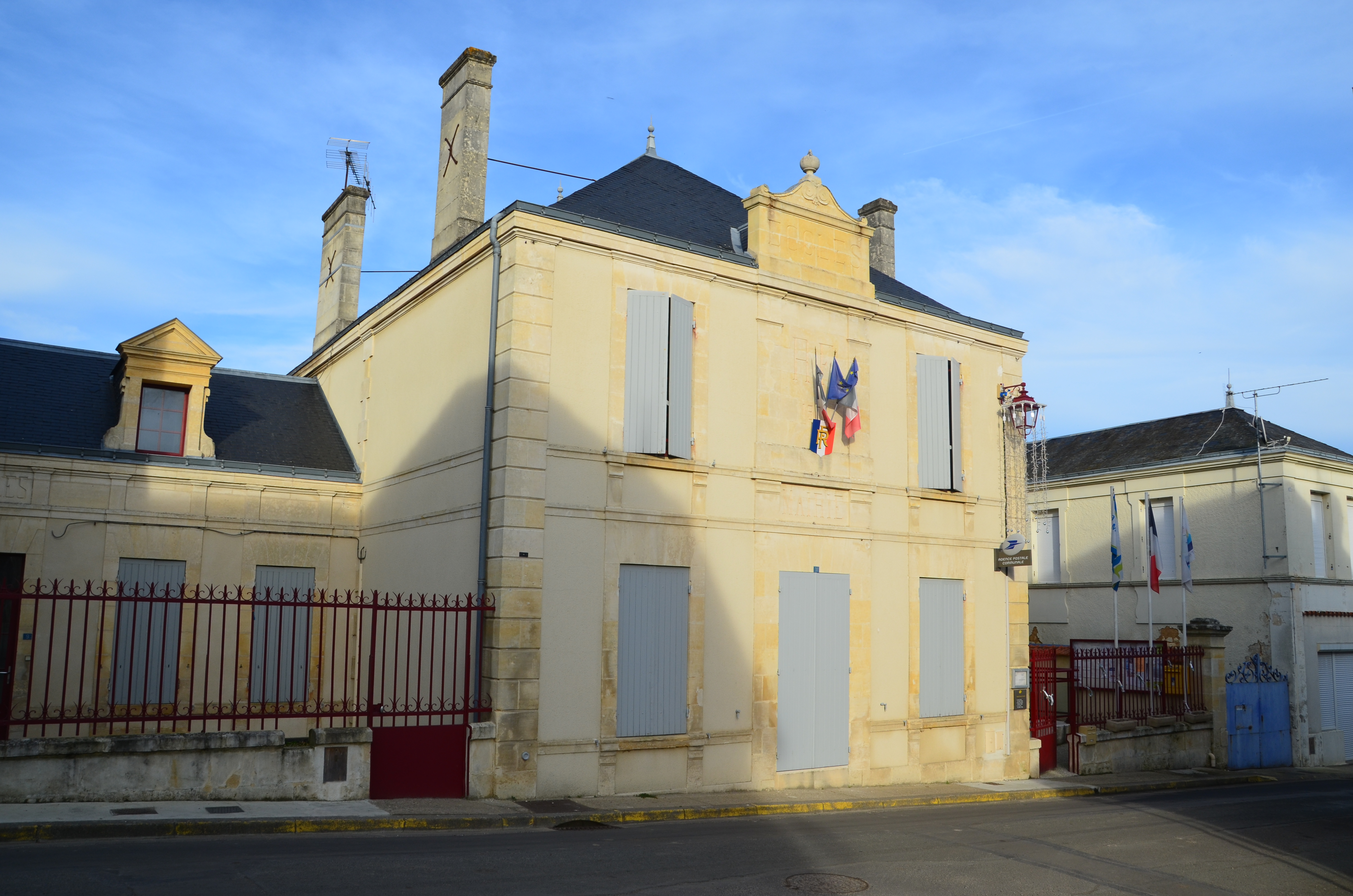
Mairie de Nieul-le-Virouil

Du point de vue électoral, la commune fait partie de la quatrième circonscription de la Charente-Maritime depuis le redécoupage des circonscriptions législatives françaises de 2010 et, depuis la réforme territoriale de 2014 du canton de Jonzac.

### Liste des maires
| Période                                  | Période  | Identité                        | Étiquette    | Qualité                         |
| ---------------------------------------- | -------- | ------------------------------- | ------------ | ------------------------------- |
| Les données manquantes sont à compléter. |          |                                 |              |                                 |
| 1790                                     | 1791     | Hector Chauvin                  |              | Avocat                          |
| 1791                                     | 1795     | Charles Barraud                 | Jacobin      | Feudiste, arpenteur             |
| 1795                                     | 1803     | Jean Barraud                    | Jacobin      | Notaire                         |
| 1804                                     | 1805     | Jean Lys                        | Bonapartiste | Propriétaire                    |
| 1806                                     | 1811     | Pierre Vaurigaud                | Bonapartiste | Marchand et fabricant d'étoffes |
| 1811                                     | 1813     | Antoine Alexandre Dumas         | Royaliste    |                                 |
| 1813                                     | 1816     | François Augé                   | Royaliste    | Notaire                         |
| 1816                                     | 1825     | Antoine Alexandre Dumas         | Royaliste    |                                 |
| 1826                                     | 1827     | Paul François Guillot Lapuisade | Royaliste    |                                 |
| 1828                                     | 1830     | Jean Pierre Brisson             | Royaliste    |                                 |
| 1830                                     | 1840     | François Augé                   | Royaliste    | Notaire                         |
| 1841                                     | 1847     | Jean Pierre Brisson             | Royaliste    |                                 |
| 1848                                     | 1857     | Eugène Roche                    | Bonapartiste | Avocat                          |
| 1858                                     | 1862     | Jacques Victor Blancfontenille  | Bonapartiste | Notaire                         |
| 1863                                     | 1865     | Jean Étienne Delafenestre       | Bonapartiste | Propriétaire                    |
| 1865                                     | 1878     | Jean Toulouze                   |              | Propriétaire                    |
| 1878                                     | 1880     | Georges Julien-Derbeau          |              |                                 |
| 1882                                     | 1886     | Émile Toulouze                  | Radical      | Propriétaire                    |
| 1886                                     | 1925     | Angel Pierre Delafenestre       | Rad.         | Propriétaire                    |
| 1925                                     | 1945     | Baptiste Bluteau                |              |                                 |
| 1945                                     | 1959     | Anynthe Constantin              |              | Agriculteur                     |
| 1959                                     | 1971     | André Carré-Bonvalet            |              | Propriétaire                    |
| 1971                                     | 1983     | Émile Vias                      |              | Agriculteur                     |
| 1983                                     | 1989     | Pierre Lucazeau                 | DVG          | Receveur des PTT                |
| 1989                                     | 1995     | Robert Burgaud                  | SE           | Employé de distillerie          |
| 1995                                     | 2020     | Roland Boussion                 | PRG          | Exploitant agricole retraité    |
| 2020                                     | En cours | Christophe Pavie                | SE           | Diététicien-Nutritionniste      |

### Résultats des élections nationales et locales depuis 2001
Nieul-le-Virouil appartient à la 4éme circonscription de Charente-Maritime (Liste des circonscriptions législatives de la Charente-Maritime). 
Les résultats des élections sont marqués par un taux d'abstention croissant et une progression du Front national, devenu Rassemblement national en 2018, notamment aux présidentielles, aux européennes et aux régionales.
Élections présidentielles, résultats des deuxièmes tours :
- Élection présidentielle de 2002 : 74,92 % pour Jacques Chirac (RPR), 25,08 % pour Jean-Marie Le Pen (FN), 81,55 % de participation.
- Élection présidentielle de 2007 : 51,56 % pour Nicolas Sarkozy (UMP), 48,54 % pour Ségolène Royal (PS), 83,30 % de participation.
- Élection présidentielle de 2012 : 59,94 % pour François Hollande (PS), 40,06 % pour Nicolas Sarkozy (UMP), 76,52 % de participation.
- Élection présidentielle de 2017 : 51,06 % pour Emmanuel Macron (EM), 48,94 % pour Marine Le Pen (FN), 74,31 % de participation.
- Élection présidentielle de 2022 : 54,2 % pour Marine Le Pen (RN), 45,8 % pour Emmanuel Macron (LREM), 71,3 % de participation.

Élections législatives, résultats des deuxièmes tours :
- Élections législatives de 2002 : 53,91 % pour Dominique Bussereau (UMP), 49,06 % pour Phillipe Callaud (RDG), 51,74 % de participation.
- Élections législatives de 2007 : 36,79 % pour Dominique Bussereau (UMP), élu au premier tour, 34,39 % pour Régine Joly (PS), 62,08 % de participation.
- Élections législatives de 2012 : 60,33 % pour Fabienne Dugas-Raveneau (PS), 39,67 % pour Dominique Bussereau (UMP), 53,61 % de participation.
- Élections législatives de 2017 : 51,29 % pour Raphaël Gérard (LREM), 48,71 % pour Loic Girard (LR), 44,18 % de participation.
- Élections législatives de 2022 : 50,90 % pour Raphaël Gérard (LREM-Ensemble!), 49,10 % pour Pascal Markowsky (RN), 48,92 % de participation.

Élections européennes, résultats des deux meilleurs scores :
- Élections européennes de 2004 : 31,13 % pour Bernard Poignant (PS), 19,87 % pour Samuel Maréchal (FN), 35,53 % de participation.
- Élections européennes de 2009 : 23,40 % pour Christophe Béchu (UMP), 17,02 % pour Bernadette Vergnaud (PS), 31,40 % de participation.
- Élections européennes de 2014 : 43,71 % pour Gilles Lebreton (FN), 14,37 % pour Alain Cadec (UMP), 41,20 % de participation.
- Élections européennes de 2019 : 30,72 % pour Jordan Bardella (RN), 25,30 % pour Nathalie Loiseau (LREM), 40,89 % de participation.

Élections régionales, résultats du second tour :
- Élections régionales de 2004 : 55,28 % pour Ségolène Royal (PS), 24,65 % pour Elisabeth Morin-Chartier (UMP), 63,62 % de participation.
- Élections régionales de 2010 : 59,13 % pour Ségolène Royal (PS), 40,87 % pour Dominique Bussereau (UMP), 49,48 % de participation.
- Élections régionales de 2015 : 35,56 % pour Jacques Colombier (FN), 32,22 % pour Alain Rousset (PS), 32,22 % pour Virginie Calmels (UMP), 56,12 % de participation.
- Élections régionales de 2021 : 34,6 % pour Alain Rousset (Union de la Gauche), 22,79 % pour Edwige Diaz (RN), 15,22 % pour Nicolas Florian (LR), 34,27 % de participation.

Élections cantonales/départementales :
- Élections cantonales de 2008 : 54,96 % pour Roland Caillet (DVG), 45,04 % pour Bernard Louis-Joseph (DVD), 51,45 % de participation.
- Élections départementales de 2015 : 54,29 % pour Jean-Claude Beaulieu / Chantal Guimberteau (UMP), 45,71 % pour Claudine Lembert / Bernard Roy (FN), 45,07 % de participation.
- Élections départementales de 2021 : 80,32 % pour Christophe Cabri / Chantal Guimberteau (DVD), 19,68 % pour Sabrina Boudeaud / Steven Lafaix (RN), 37,97 % de participation.

Référendums :
- Référendum de 2005 relatif au traité établissant une Constitution pour l'Europe : 70,07 % pour le NON, 29,93 % pour le OUI, 68,29 % de participation.

### Région
À la suite de la mise en application de la réforme administrative de 2014 ramenant le nombre de régions de France métropolitaine de 22 à 13, la commune appartient depuis le 1er janvier 2016 à la région Nouvelle-Aquitaine, dont la capitale est Bordeaux. De 1972 au 31 décembre 2015, elle a appartenu à la région Poitou-Charentes, dont le chef-lieu était Poitiers.

## Population et société

### Démographie
Les habitants de la commune sont appelés les Nieulais.
L'évolution du nombre d'habitants est connue à travers les recensements de la population effectués dans la commune depuis 1793. Pour les communes de moins de 10 000 habitants, une enquête de recensement portant sur toute la population est réalisée tous les cinq ans, les populations de référence des années intermédiaires étant quant à elles estimées par interpolation ou extrapolation. Pour la commune, le premier recensement exhaustif entrant dans le cadre du nouveau dispositif a été réalisé en 2005.

En 2022, la commune comptait 577 habitants, en évolution de −0,52 % par rapport à 2016 (Charente-Maritime : +4,04 %, France hors Mayotte : +2,11 %).
| 1793  | 1800  | 1806  | 1821  | 1831  | 1836  | 1841  | 1846  | 1851  |
| ----- | ----- | ----- | ----- | ----- | ----- | ----- | ----- | ----- |
| 1 139 | 1 250 | 1 212 | 1 182 | 1 255 | 1 185 | 1 150 | 1 137 | 1 083 |

| 1856  | 1861  | 1866  | 1872  | 1876  | 1881  | 1886 | 1891 | 1896 |
| ----- | ----- | ----- | ----- | ----- | ----- | ---- | ---- | ---- |
| 1 090 | 1 109 | 1 110 | 1 084 | 1 092 | 1 030 | 946  | 876  | 907  |

| 1901 | 1906 | 1911 | 1921 | 1926 | 1931 | 1936 | 1946 | 1954 |
| ---- | ---- | ---- | ---- | ---- | ---- | ---- | ---- | ---- |
| 867  | 912  | 832  | 850  | 848  | 855  | 801  | 726  | 701  |

| 1962 | 1968 | 1975 | 1982 | 1990 | 1999 | 2005 | 2006 | 2010 |
| ---- | ---- | ---- | ---- | ---- | ---- | ---- | ---- | ---- |
| 685  | 660  | 577  | 530  | 547  | 562  | 560  | 557  | 584  |

| 2015 | 2020 | 2022 | - | - | - | - | - | - |
| ---- | ---- | ---- | - | - | - | - | - | - |
| 577  | 588  | 577  | - | - | - | - | - | - |

### Pyramide des âges
En 2018, le taux de personnes d'un âge inférieur à 30 ans s'élève à 30,8 %, soit au-dessus de la moyenne départementale (29 %). À l'inverse, le taux de personnes d'âge supérieur à 60 ans est de 31,3 % la même année, alors qu'il est de 34,9 % au niveau départemental.
En 2018, la commune comptait 287 hommes pour 294 femmes, soit un taux de 50,6 % de femmes, légèrement inférieur au taux départemental (52,15 %).
Les pyramides des âges de la commune et du département s'établissent comme suit.
| Hommes | Classe d’âge | Femmes |
| ------ | ------------ | ------ |
| 0,7    | 90 ou +      | 2,7    |
| 6,9    | 75-89 ans    | 7,0    |
| 21,7   | 60-74 ans    | 23,5   |
| 26,6   | 45-59 ans    | 20,8   |
| 14,1   | 30-44 ans    | 14,4   |
| 13,4   | 15-29 ans    | 15,1   |
| 16,6   | 0-14 ans     | 16,4   |

| Hommes | Classe d’âge | Femmes |
| ------ | ------------ | ------ |
| 1,1    | 90 ou +      | 2,6    |
| 10,1   | 75-89 ans    | 12,6   |
| 22     | 60-74 ans    | 23,2   |
| 20,1   | 45-59 ans    | 19,7   |
| 16,1   | 30-44 ans    | 15,6   |
| 15,2   | 15-29 ans    | 12,7   |
| 15,4   | 0-14 ans     | 13,6   |

### Emploi
En 2012, le taux de chômage (9,7 %) est un peu inférieur à la moyenne nationale (10,6 %). Parmi les personnes de plus de 15 ans ayant un emploi (41,7 % des habitants de la commune), 80,6 % sont des salariés (68,4 % sont fonctionnaires ou en CDI). Les non-salariés sont soit des indépendants (11,3 % des actifs ayant un emploi), soit des employeurs (6,5 %). Les actifs sont 85,2 % à travailler dans une autre commune. Le revenu moyen par foyer fiscal est de 1 599 €/mois en 2013 pour moyenne nationale de 2 129 €/mois.

### Logement
La grande majorité des logements sont des maisons individuelles (96,5 %), comportant 4 pièces ou plus (80,1 %). Ces maisons sont le plus souvent des résidences principales (80,7 %), dont 38,8 % ont été construites depuis 1946,. Les occupants sont propriétaires dans 79 % des cas. Les résidences secondaires représentent 11 % de l'ensemble des logements, ce qui est inférieur à la moyenne en Charente-Maritime (21 % en 2007) mais supérieur à la moyenne des communes hors littoral (8,3 %). Huit pour cent du total des logements demeurent vacants.

### Enseignement
La commune dépend de l'académie de Poitiers, en Zone A du calendrier scolaire ; elle administre une école maternelle et une école élémentaire qui accueillent une cinquantaine d'élèves en 2015-2016.
Les établissements d'enseignement secondaire les plus proches se situent à Mirambeau (6 km), Jonzac (10 km) et Saint-Genis-de-Saintonge (12 km) : il s'agit des collèges Didier Daurat à Mirambeau, Léopold Dussaigne à Jonzac, Maurice Chastang à Saint-Genis-de-Saintonge et des lycées Jean Hyppolite à Jonzac, du lycée professionnel agro-viticole Le Renaudin à Jonzac et du lycée agricole privé Saint-Antoine à Saint-Genis-de-Saintonge.
Les universités les plus proches sont l'université de Bordeaux (80 km) et l'université de La Rochelle (120 km).

### Santé
La commune voisine de Mirambeau dispose de deux cabinets médicaux, de deux pharmacies et d'un cabinet de chirurgie dentaire et orthodontie. Elle propose en outre un service d'aide à domicile pour personnes âgées ou handicapées.
L'hôpital le plus proche est le centre hospitalier de Jonzac. L'offre de soin à Jonzac comprend aussi plusieurs cabinets de médecins généralistes et spécialistes (cardiologie, dermatologie, gynécologie, ophtalmologie, ORL, pneumologie, psychiatrie, rhumatologie), des cabinets de kinésithérapeutes, un laboratoire d'analyses médicales, plusieurs pharmacies, un établissement d'hébergement pour personnes âgées dépendantes (EHPAD), et bien sûr la station thermale.
Le centre hospitalier universitaire de Bordeaux (80 km) est directement accessible par l'autoroute A10.

### Sport

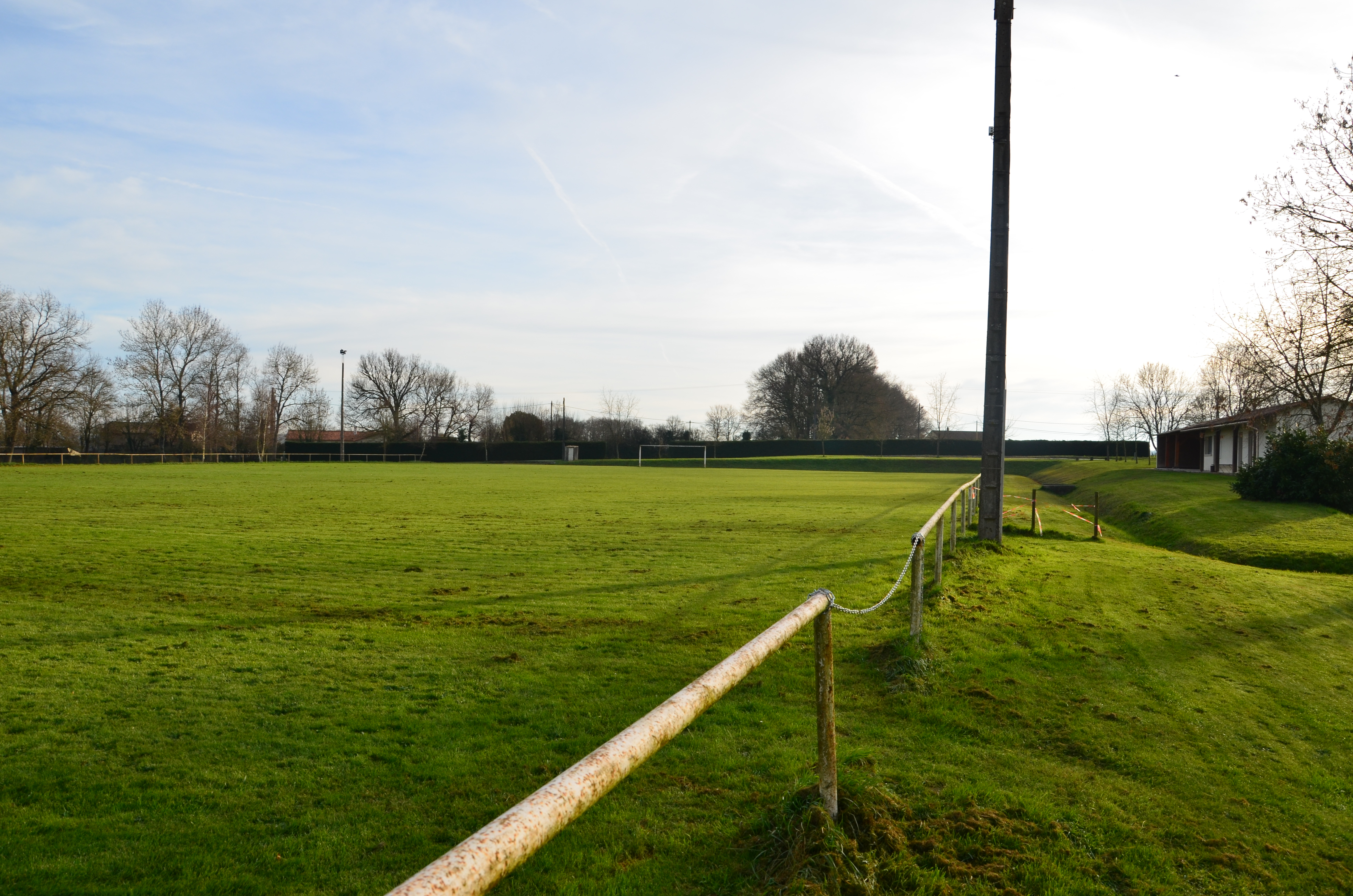
Terrain de football, Nieul-le-Virouil.

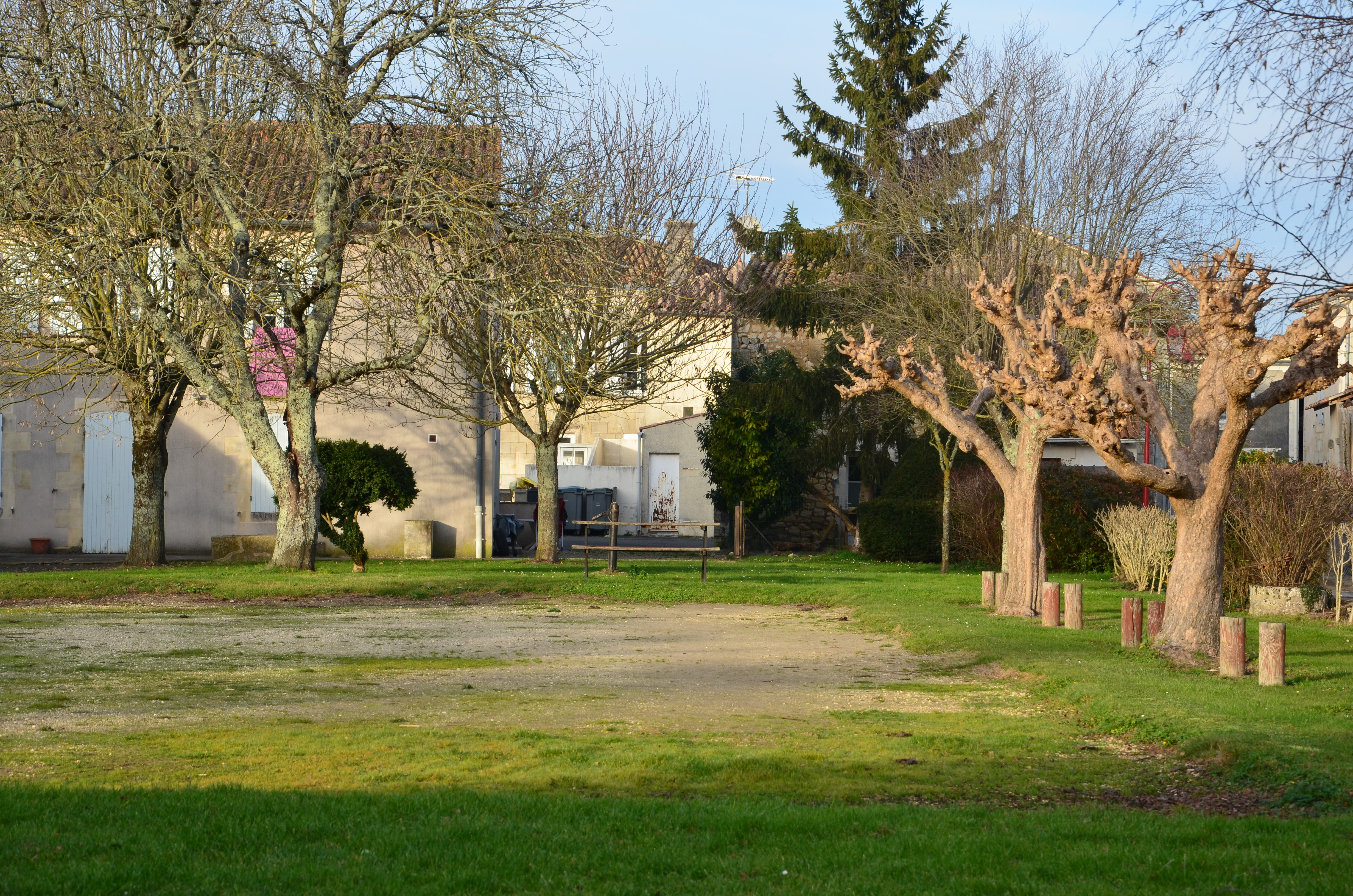
Le boulodrome, Nieul-le-Virouil

Les équipements sportifs dont dispose la commune sont un terrain de football, un boulodrome et un relais étape de randonnée équestre. Les associations sportives sont l'ASGN, association sportive de Guitinières-Nieul-le-Virouil, qui propose un club de football et diverses autres activités telles que des randonnées pédestres et une ACCA, association communale de chasse agréée.

### Culte
L'église Saint-Séverin, qui a fait l'objet de travaux de restauration en 2011- 2012, n'est plus utilisée qu'occasionnellement pour des cérémonies ou des concerts. Elle est aujourd'hui rattachée à la paroisse Saint-Martin de Mirambeau, qui fait partie du diocèse de La Rochelle et Saintes.

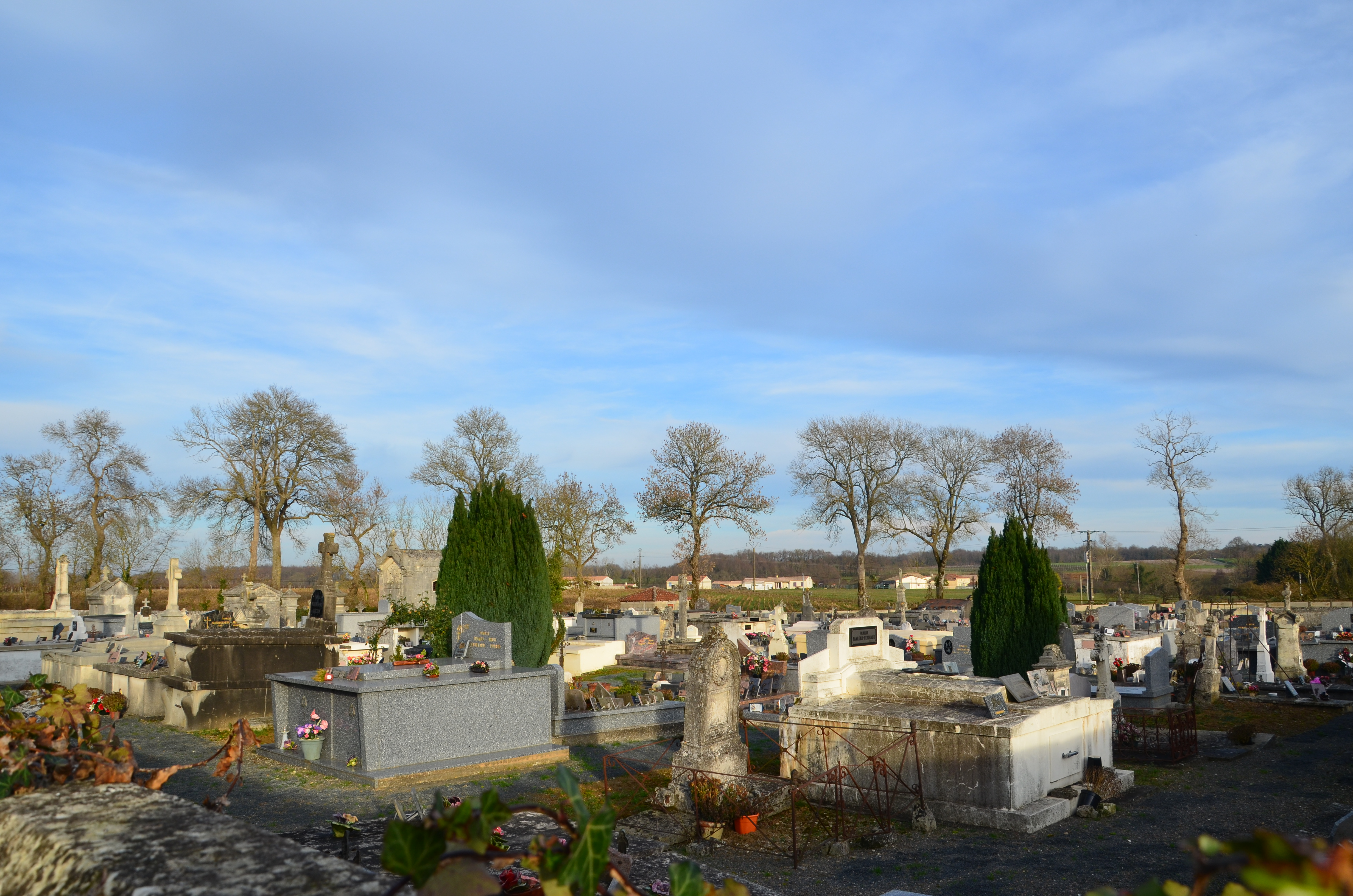
Cimetière de Nieul-le-Virouil.

Le cimetière a été situé devant l'église jusqu'en 1863. Il est, depuis, installé à l'ouest du bourg, route des Frênes (anciennement rue de La Gare).

### Manifestations culturelles et festivités
L'association « L'élan de Nieul » a pour objectif la promotion culturelle, la création et le complément d'animations. Chaque année, sont notamment organisés une brocante (VID'A BROC) en août et un marché de Noël en décembre.
L'église Saint-Séverin a accueilli en 2012 et 2013 le spectacle estival « Les Nuits Romanes » organisé par la région Poitou-Charentes pour mettre en valeur le patrimoine architectural roman,,.
La commune dispose d'une salle municipale polyvalente.

### Marchés
Parmi les marchés les plus proches, sont ceux de Mirambeau, Jonzac, Saint-Genis-de-Saintonge,.

### Hébergement touristique
Plusieurs gîtes ruraux et chambres d'hôtes peuvent accueillir des visiteurs.

## Culture locale et patrimoine

### Lieux et monuments

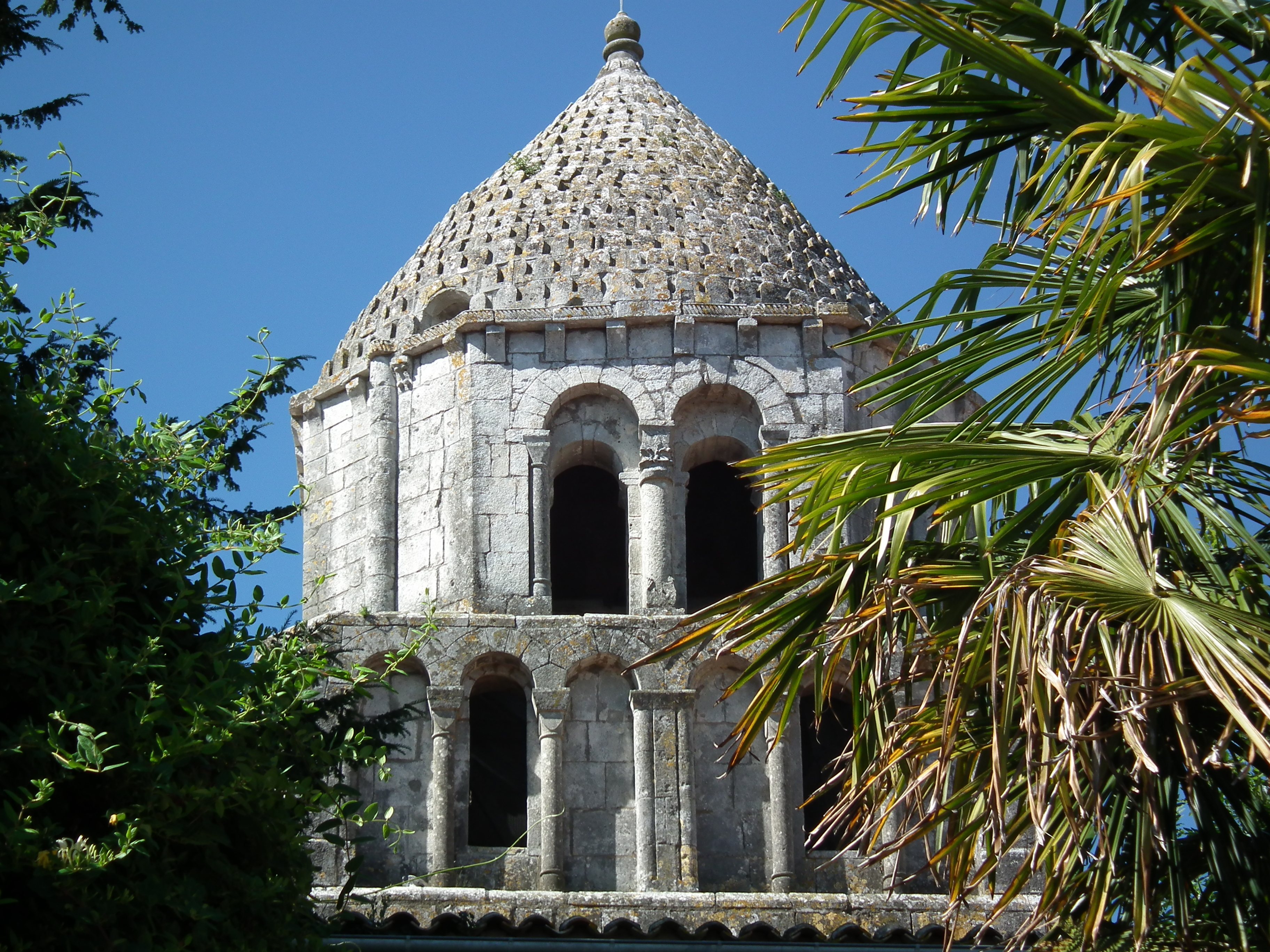
Clocher de l'église Saint-Séverin, Nieul-le-Virouil.

#### L'église Saint-Séverin
Saint-Séverin est une église de style roman, dont les premiers éléments de construction datent des  XIe et XIIe siècles, avec des ajouts et des remaniements plus tardifs (XVe et XIXe siècles). La partie la plus ancienne est le clocher recouvert d'un dôme de pierre taillé en écaille dit clocher en pomme de pin, dont on trouve des exemples approchants en Saintonge (abbaye aux Dames de Saintes, église Notre-Dame-de-l'Assomption de Fenioux) mais qui rappelle surtout les dômes d'inspiration byzantine observés en Poitou, Angoumois et Périgord (église N.-D.-la-Grande de Poitiers, cathédrale Saint-Pierre d'Angoulême, cathédrale Saint-Front de Périgueux). Cinquante-quatre marches mènent à son sommet qui abrite la cloche «Marie», installée et baptisée en 1859. La corniche est ornée de modillons à figures humaines, animales et végétales. Au-dessous du chœur se trouve une crypte ossuaire qui était utilisée pour la conservation des ossements exhumés pour laisser place à de nouvelles inhumations dans l'église. La chapelle Saint-Joseph, au nord, a gardé son style roman d'origine. Elle est ornée d'une petite abside qui abritait les fonts baptismaux. La chapelle de la Vierge, au sud, a été remaniée au XVIIe siècle. 

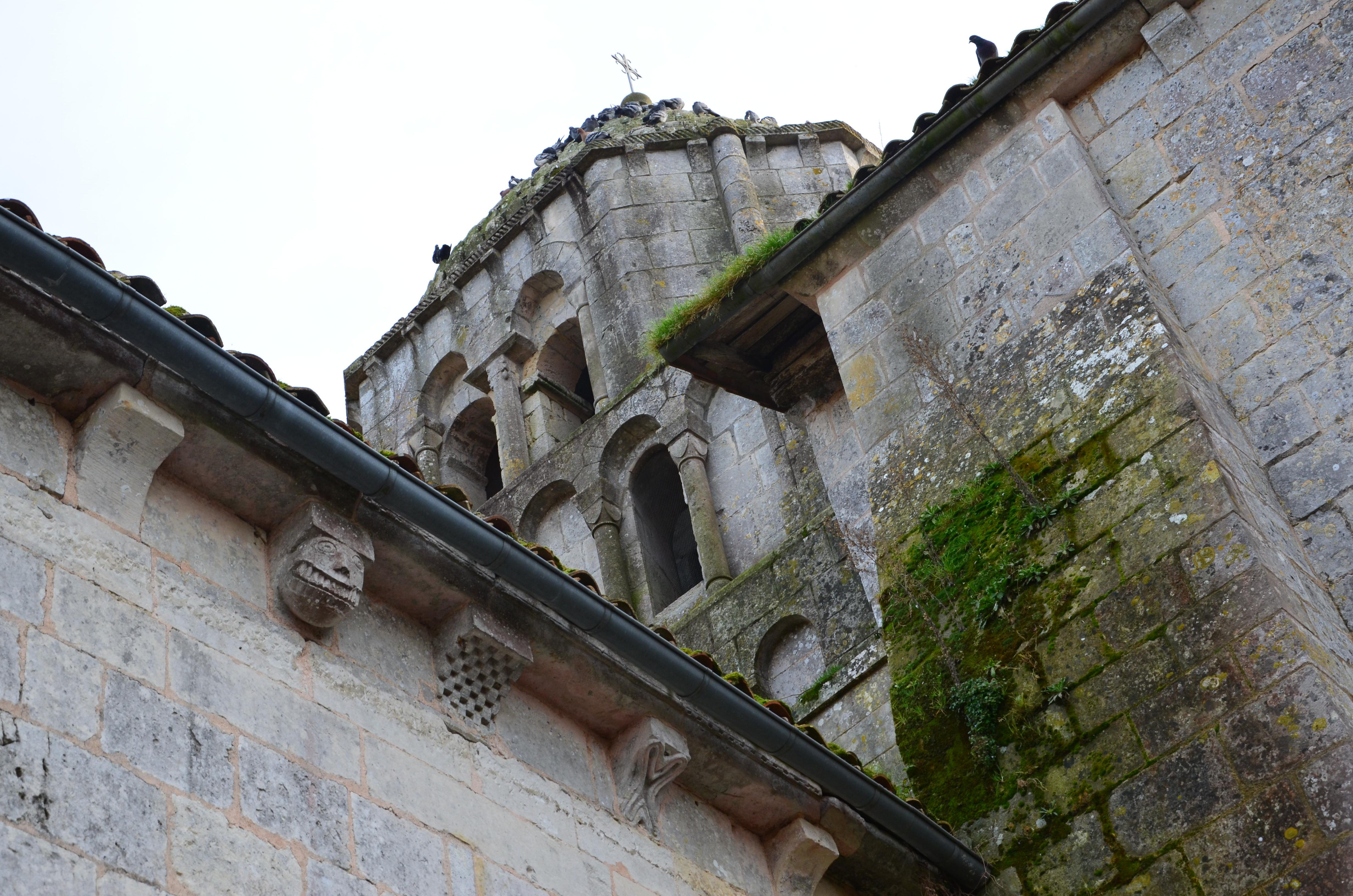
Clocher et modillons, église Saint-Séverin, Nieul-le-Virouil.

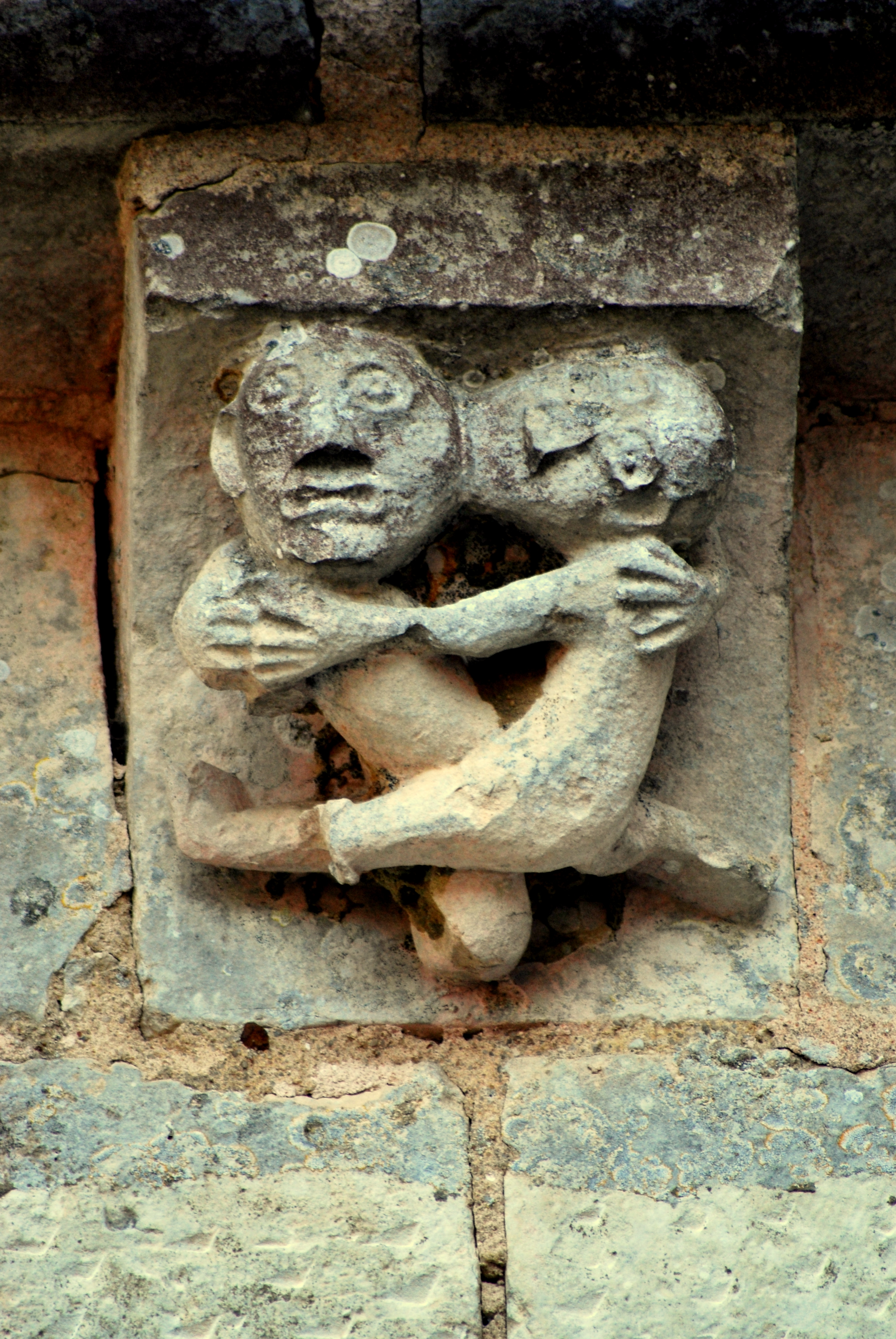
Modillon (détail), église Saint-Séverin, Nieul-le-Virouil.

L'église Saint-Séverin fut plusieurs fois menacée de destruction. En 1568, au début de la troisième guerre de religion, elle ne fut épargnée que sur ordre du seigneur de Nieul, Bertrand Arnoul, conseiller au Parlement de Bordeaux, pourtant lui-même protestant. Endommagée au cours de la Révolution, laissée à l'abandon au début de XIXe siècle, elle a été restaurée en 1866 à l'initiative du maire Jean Toulouze . L'église est classée monument historique depuis le 30 juillet 2002.

#### La croix hosannière

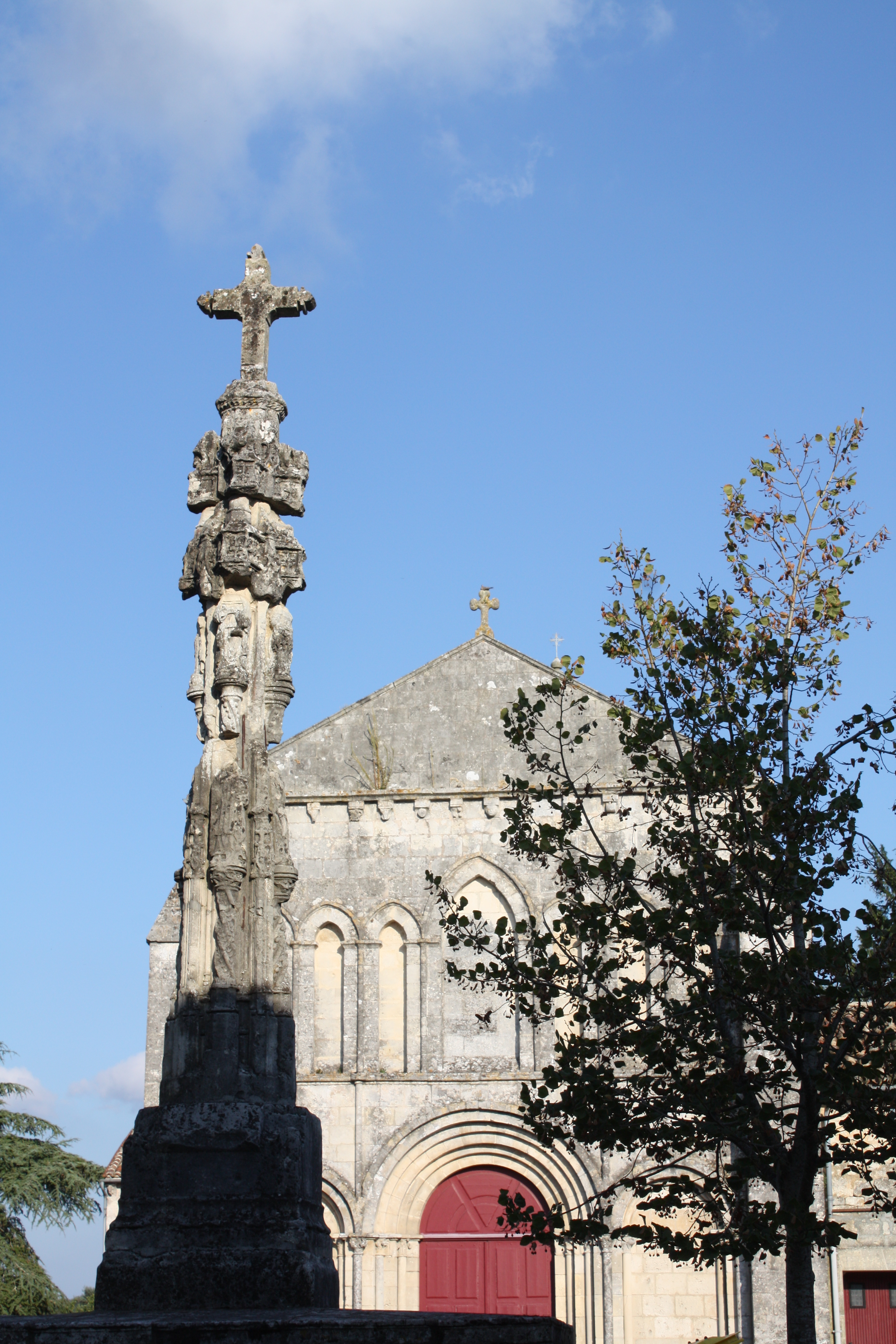
Croix hosannière et façade de l'église Saint-Séverin, Nieul-le-Virouil.

La croix hosannière, de style gothique ogival, fut probablement érigée au XVe siècle. Elle  est située sur la place de l'église, à l'endroit où se trouvait autrefois le cimetière. Il s'agit d'une croix de pierre sculptée posée sur un soubassement constitué de sept marches. Elle est haute de 8 mètres, environ. Tout comme l'église, elle fut épargnée pendant les guerres de Religion, en particulier en 1568 sur ordre de Bertrand Arnoul, seigneur de Nieul. Elle est classée monument historique depuis le 23 février 1925

##### Le monument aux morts
Le monument aux morts de Nieul-le Virouil a été érigé sur la place de l'église au lendemain de la première guerre mondiale. L'édifice en pierre, en forme d'obélisque posé sur un piédestal, est surmonté d'un coq gaulois de bronze. Sur la face antérieure de l'obélisque est sculptée une palme, symbole antique de victoire et symbole chrétien de résurrection. Sur le piédestal ont été posées trois plaques de marbre. Sur la plus grande sont gravés les 28 noms de nieulais morts pendant la première guerre mondiale. En bas à gauche une plaque a été posée à la mémoire d'André Mercier (1926-1944) tué dans le maquis de la Dordogne; en bas à droite est posée une plaque en mémoire de Pierre-Michel Chasseloup (1929-1949) tué pendant la guerre d'Indochine à Ai-Nang au Tonkin.

#### Le château de Nieul
Le château a été édifié pendant les guerres de religion en 1591 par Pierre Arnoul, seigneur de Nieul. Vendu en 1793 comme Bien national, converti en domaine agricole, il est ensuite parti à l'abandon avant d'être racheté en 1999 pour être rénové (voir le paragraphe "Histoire"). Il abrite notamment aujourd'hui un gîte rural.

#### Le lavoir et le pont sur le Tarnac

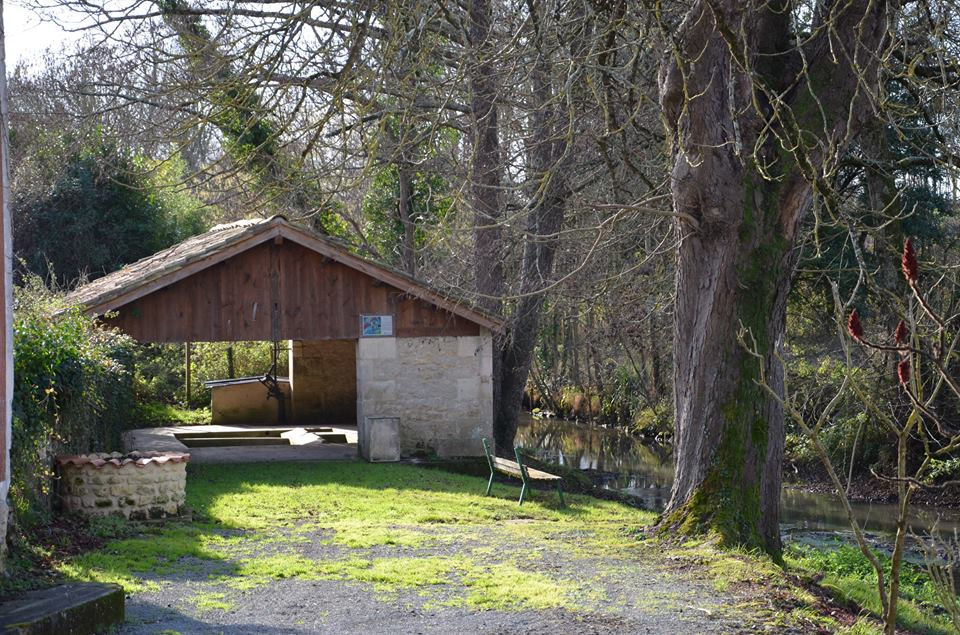
Nieul-le-Virouil : le lavoir au bord du Tarnac.

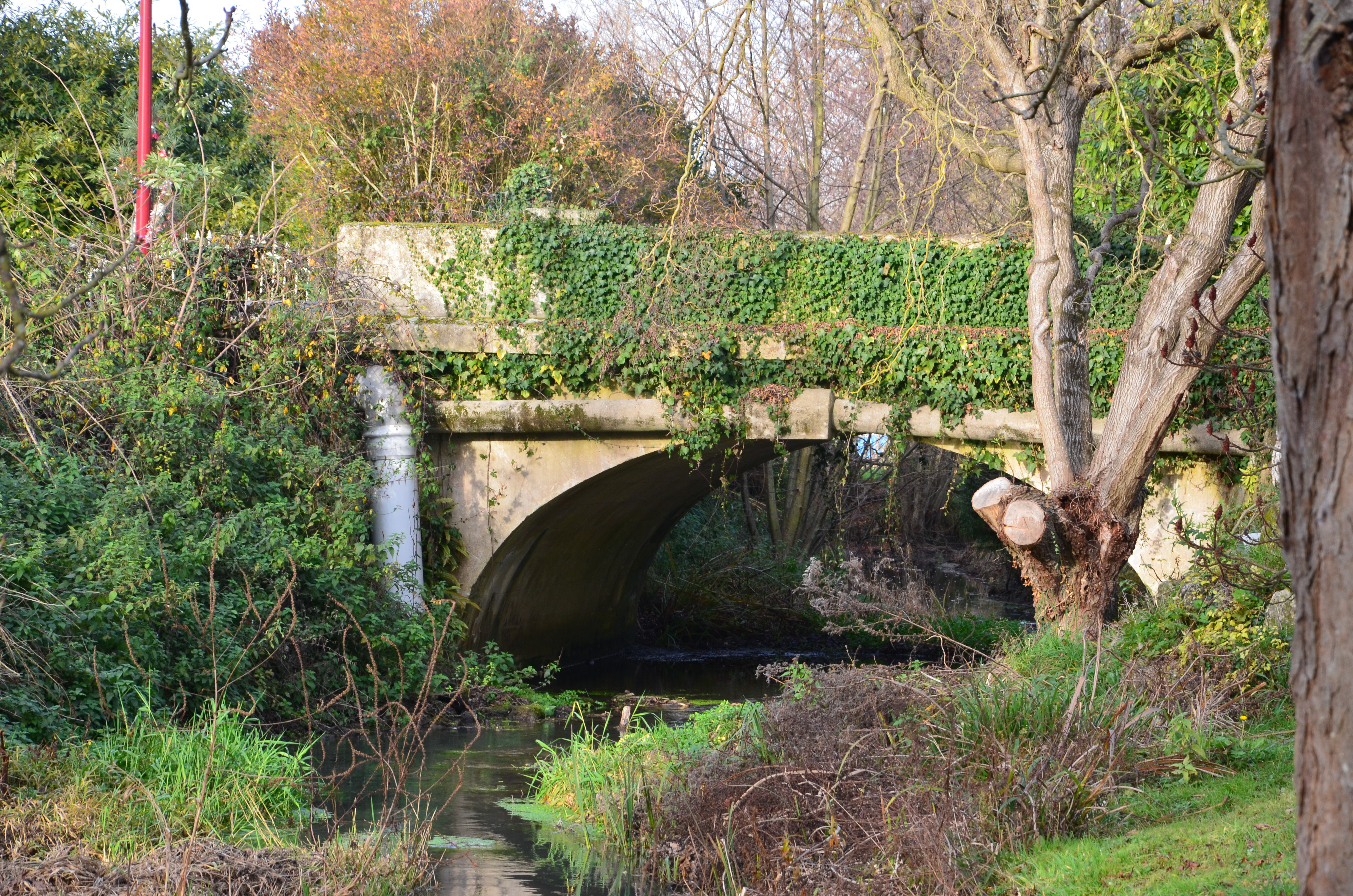
Pont de la rue du Tarnac, Nieul-le-Virouil.

Le lavoir de Nieul-le-Virouil se trouve sur la rive droite du Tarnac, à cinquante mètres environ au sud d'un pont de pierre qui prolonge la rue du Tarnac, reconstruit en 1851, dans la partie sud-est du bourg. Ses murs de pierre supportent une charpente en bois soutenant un toit de tuiles romanes, au-dessus d'un bassin maçonné. Le lavoir a été restauré en 1998 grâce à un chantier de jeunesse international, dans le cadre d'un partenariat entre la commune de Nieul-le-Virouil, la Communauté de communes de la Haute-Saintonge et l'association « Solidarités Jeunesse Poitou-Charentes ».

#### Autres lieux et monuments
Outre les lieux et monuments situés sur le territoire de la commune, on peut citer à proximité : Mirambeau à 6 km, le château de Plassac à 6 km, Jonzac à 10 km, l'estuaire de la Gironde à 15 km, le port de Vitrezay à 18 km, Pons à 19 km et les vignobles dont est issue l'eau-de vie de Cognac. La plage littorale la plus proche (Meschers-sur-Gironde) est à 45 km.

### Personnalités liées à la commune
- Renaud VI  (vers 1343-1426), seigneur de Pons et de « Viroul », joua un rôle clef dans le dénouement de la guerre de Cent Ans aux côtés du connétable Du Guesclin.
- Henri de La Tour d'Auvergne, dit Turenne (1611-1675), général des armées de Louis XIII et Louis XIV, était l'arrière-petit-fils d'Antoinette de Pons qui avait cédé la châtellenie de « Nieuil » à la famille Arnoul.
- Claude-Arnould Poute (1730-1806), sénéchal de Saintonge, officier de marine qui participa à la guerre d'indépendance des États-Unis d'Amérique. Né au château de Nieul, il fut le dernier seigneur à y résider.
- Émile Combes (1835-1921), homme politique, a souvent séjourné à Nieul-le-Virouil.
- Victor-Emmanuel Belliard (1860-1949), curé de Nieul-le-Virouil de 1894 à 1904, historien de la Charente-Maritime[6],[118].
- René Carré-Bonvalet (1875-1953), homme politique, fut propriétaire-viticulteur à Nieul-le-Virouil.